# Gramatyka języka angielskiego

Ikona symbolizująca język angielski według standardu ISO 639-1

Gramatyka języka angielskiego – opis zjawisk gramatycznych występujących w języku angielskim w ujęciu synchronicznym. Gramatyka angielska, należąca do gramatyk języków germańskich, jest podobna do systemów gramatycznych innych języków germańskich zarówno pod względem morfologicznym, jak i syntaktycznym.
W języku angielskim istnieją trzy rodzaje gramatyczne, niemające większego wpływu na morfologię. Zanikł system przypadków, zredukowany do mianownika i dopełniacza (tzw. dopełniacza saksońskiego, tworzonego przez dodanie końcówki -s). Pozostałe przypadki można oddać, używając odpowiednich przyimków. Brak rozbudowanego systemu przypadków zrekompensował ścisły szyk angielskiego zdania. Język należy do grupy SVO, a orzeczenie znajduje się w zdaniu na drugim miejscu. W języku starannym pominięcie w zdaniu podmiotu jest dopuszczalne tylko w trybie rozkazującym. Najbardziej nośną kategorią gramatyczną jest czasownik: może wystąpić w trzech trybach, trzech stronach, czterech czasach (a w każdym z nich w czterech aspektach czasowych). W odróżnieniu np. od języków słowiańskich i np. języka fińskiego rzeczownik występuje z przedimkiem, który określa policzalność desygnatu i stopień jego znajomości dla użytkowników języka.
Język angielski dysponuje składnią bogatą w konstrukcje z użyciem bezokolicznika, gerundium i imiesłowów. Każda część zdania może być zastąpiona zdaniem podrzędnym. Wreszcie w zdaniu angielskim istotne są relacje czasowe, a użycie czasów gramatycznych wymuszone jest przez typ zdania podrzędnego.
System fonologiczny języka wywiera niewielki wpływ na gramatykę, niemniej takie cechy jak akcent i intonacja mogą mieć cechy dystrybucyjne, zarówno pod względem semantycznym, jak i strukturalnym. Angielski jest językiem o dużej liczbie samogłosek i dyftongów, a także linii melodycznych zdania.
Podobnie jak w przypadku wielu innych języków, w angielskim można wydzielić dwa rodzaje gramatyk – opisową i normatywną. Gramatyka opisowa (deskryptywna) opisuje język w jego faktycznej postaci, a gramatyka normatywna (preskryptywna) próbuje nakreślać zewnętrzne normy i wzorce językowe. Z uwagi na występowanie w kilku odmianach geograficzno-etnicznych i dużą popularność na świecie terminy gramatyczne i metajęzyk mogą się znacznie różnić w różnych ujęciach gramatyki i opisu lingwistycznego.

## Części mowy
W tradycyjnej gramatyce wyróżnia się następujące części mowy czy też klasy wyrazów: rzeczownik, zaimek, przymiotnik, przysłówek, czasownik, przyimek, spójnik oraz wykrzyknik. Inne obecnie wymieniane to: określnik, przedokreślnik, partykuła oraz przedimek, który jednak często rozpoznawany jest jako określnik. Kilka słów bywa określanych jako poimki aczkolwiek w języku angielskim nie są one uznawane za osobną część mowy czy też klasę wyrazów.

### Określnik

#### Przedimek

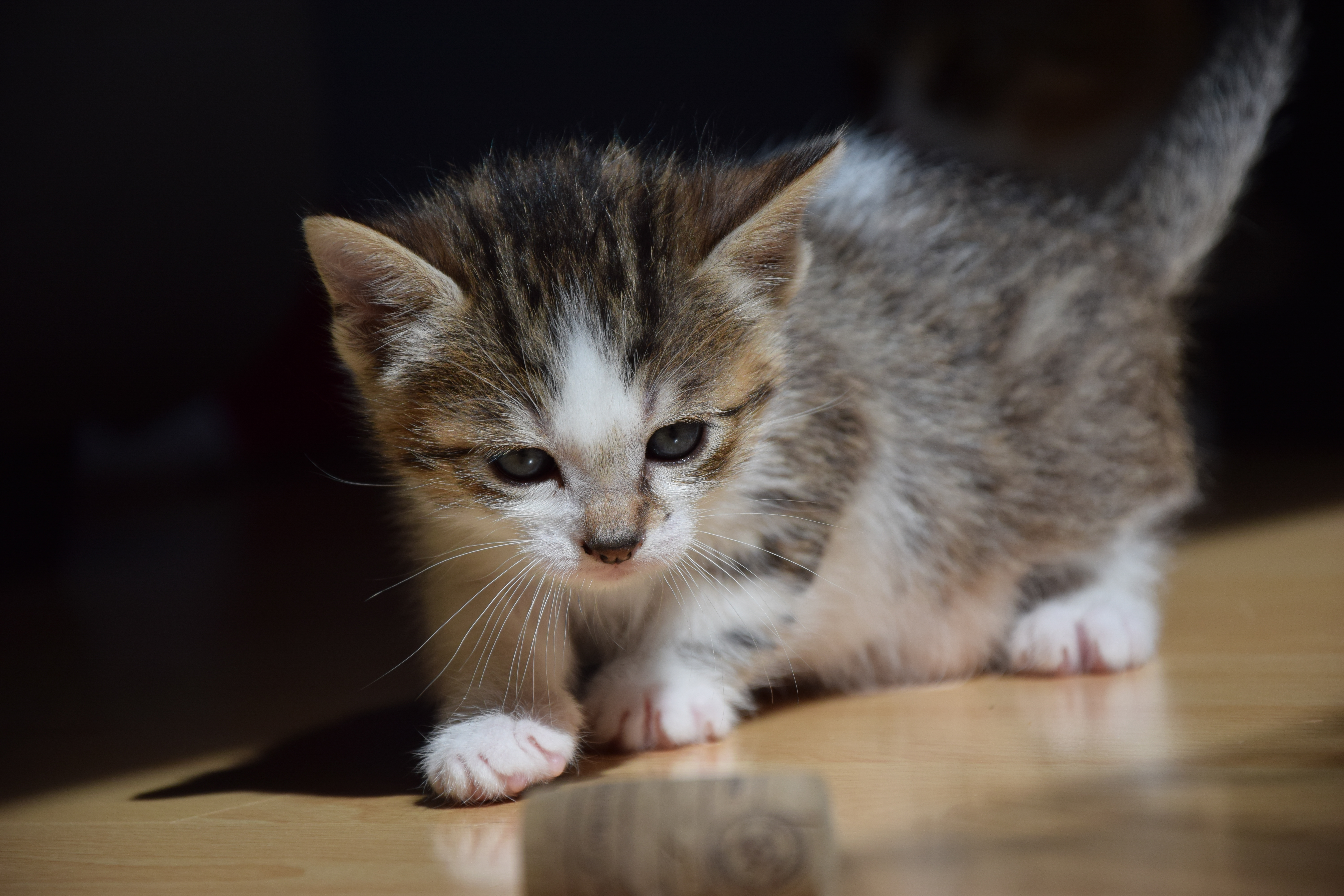
a kitten → kociak

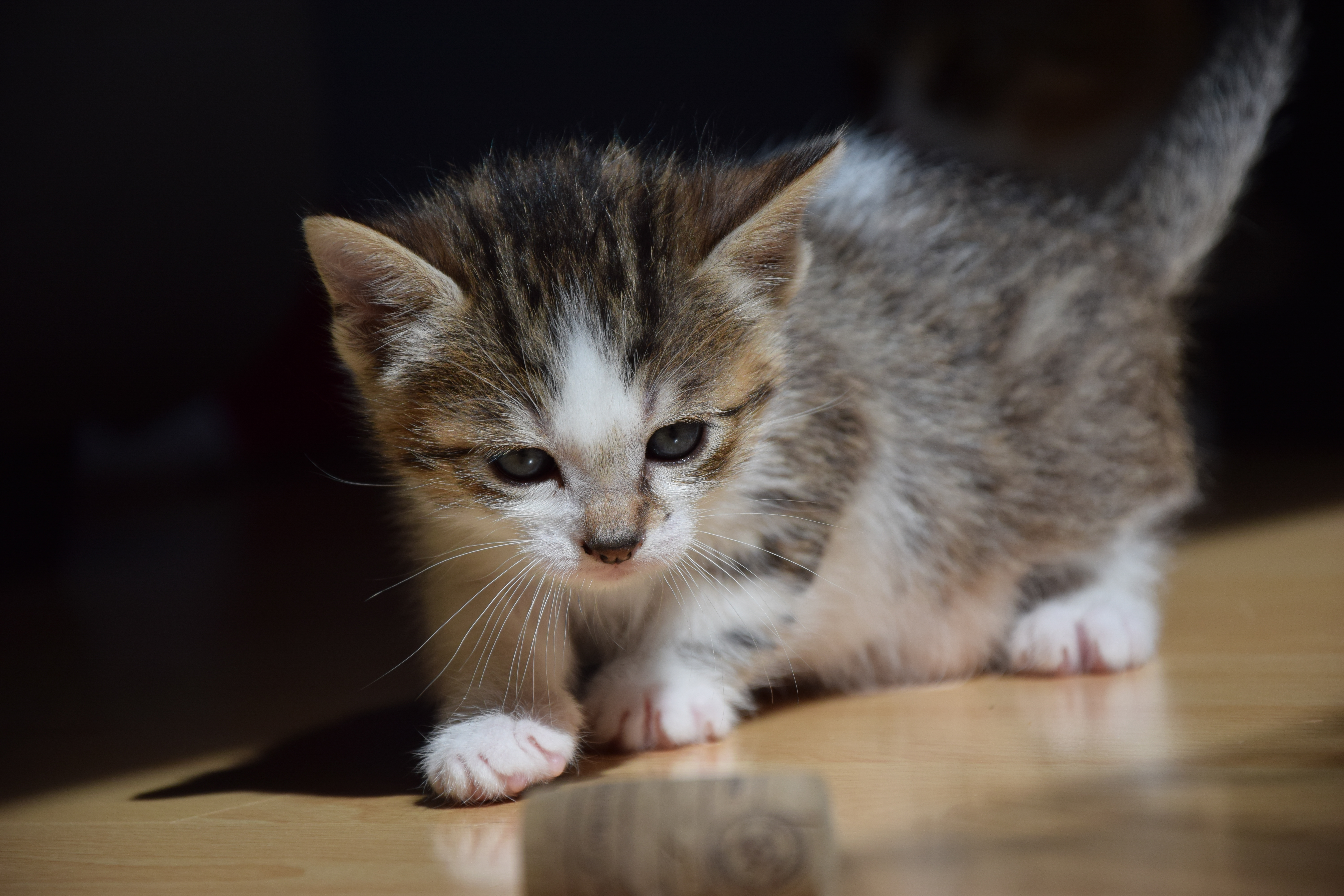
the kitten you've just seen → kociak, którego właśnie widziałeś – kot już jest znany, wiadomo, o którego chodzi

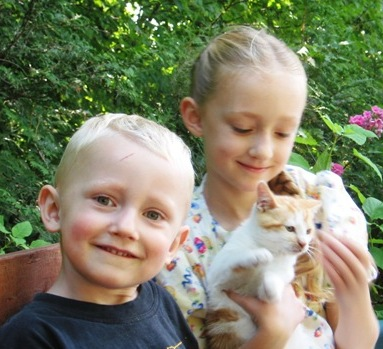
the kitten → kociak; dzieci rozmawiające o kociaku będą używać tej formy, gdyż desygnat jest im znany, wiadomo, którego kota mają na myśli

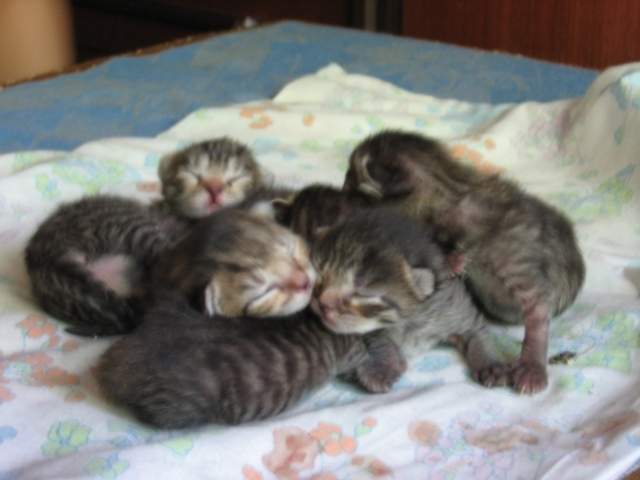
kittens → kociaki

Przedimek w języku angielskim stanowi nieodmienną podgrupę określnika a więc określa rzeczownik. Przedimka zwykle nie tłumaczy się na język polski. Czasami można go oddać jako zaimek ten, ta, to (przedimek określony), jakiś, jakaś, jakieś (przedimek nieokreślony).

##### Ogólna charakterystyka przedimka
Przedimkiem jest wyraz występujący przed rzeczownikiem albo frazą rzeczownikową (np. przymiotnik + rzeczownik). W języku angielskim rozróżnia się dwa rodzaje przedimków:
- a (an) – nieokreślony
- the – określony.

Niektórzy gramatycy wyróżniają również przedimek zerowy, inni piszą o braku przedimka w sytuacjach odpowiadających jego użyciu.
Przedimek (zwany article lub, ogólniej, determiner) określa, czy desygnaty są znane mówiącemu i rozmówcy. Jeśli są znane, używa się przedimka określonego, jeśli nie – nieokreślonego. Pominięcie przedimka jest błędem językowym, choć w zdecydowanej większości przypadków nie utrudnia znacznie odbioru komunikatu językowego.

##### a/an– przedimek nieokreślony
Przedimków a/an używa się wyłącznie przed rzeczownikiem policzalnym w liczbie pojedynczej. Oznacza on dowolny element z danego zbioru, innymi słowy pojedynczy, choć nie wyjątkowy element: My father is a teacher. → Mój ojciec jest nauczycielem (jest jednym elementem ze zbioru nauczycieli).
- Używa się go, gdy dana osoba lub rzecz pojawia się w tekście, rozmowie itp. po raz pierwszy[12] – pozostaje ona dla rozmówcy bliżej nieokreślona. Jeśli zostanie wymieniona po raz kolejny, otrzymuje przedimek the: Once we had a dog and a cat. But the dog was always eating the cat's dinner. In the end, we gave the dog to a friend. → Kiedyś mieliśmy psa i kota. Ale pies zawsze wyjadał jedzenie kota. Koniec końców oddaliśmy psa przyjacielowi.
- Przedimków nieokreślonych używa się zamiennie ze słowem one → jeden, zwłaszcza dla kontrastu z innym liczebnikiem[12]: Give me a glass of milk and two cups of tea, please. → Proszę szklankę mleka i dwie filiżanki herbaty.

##### the– przedimek określony
Przedimek określony the jest najpopularniejszym słowem angielskim. Kontrastuje z przedimkiem nieokreślonym a i z przedimkiem zerowym. The ma zawsze tę samą formę. Przedimek określony stosuje się do opisu określonego przedmiotu, osoby bądź stanu. Zarówno mówiący, jak i jego rozmówca wiedzą, o czym dokładnie jest mowa: We left the car in the garage → Zostawiliśmy auto w garażu – mówiący wie, jakie to auto, i zna (przynajmniej ze słyszenia) dom, w garażu którego samochód zaparkowano. Have you visited the castle? → Czy zwiedziłeś zamek? – zarówno mówiący, jak i odbiorca komunikatu wiedzą, o jaki zamek chodzi, w jakim mieście ów zamek się znajduje. Znajomość obiektu może wynikać z wiedzy ogólnej: The Earth revolves around the Sun → Ziemia obraca się wokół Słońca – oba desygnaty są znane, mimo że wcześniej mogło nie być o nich mowy.

##### Przedimek zerowy
Większość rzeczowników występuje z poprzedzającymi je przedimkami określonymi bądź nieokreślonymi. Brak przedimka określa się jako przedimek zerowy.
Istnieją trzy podstawowe sytuacje, kiedy pojawia się przedimek zerowy:
- przed rzeczownikami nieokreślonymi w liczbie mnogiej

| a/an + liczba pojedyncza                           | zero + liczba mnoga                              |
| We're expecting a visitor. Spodziewamy się gościa. | We're expecting visitors. Spodziewamy się gości. |

- przed rzeczownikami niepoliczalnymi:

| a/an + rzeczownik policzalny           | zero + rzeczownik niepoliczalny                            |
| He picked up a stone. Podniósł kamień. | The wall's made of stone. Ściana jest zrobiona z kamienia. |

- przed imionami

| a/an + rzeczownik pospolity       | zero + imię                                        |
| He gave her a rose. Dał jej różę. | My wife's name is Rose. Moja żona nazywa się Róża. |

### Rzeczownik
Rzeczownik angielski ma trzy formy gramatyczne: liczby pojedynczej, liczby mnogiej i (zwłaszcza rzeczowniki oznaczające osoby i zwierzęta) dopełniacza. Forma dopełniacza jest zawsze regularna, formy liczby mnogiej wykazują niekiedy pewne odstępstwa. Rzeczowniki dzielą się na dwie grupy: policzalne i niepoliczalne, a podział ten determinuje ich zachowanie się w zdaniu, zwłaszcza przyjmowanie odpowiedniego przedimka. Rzeczowniki angielskie można również podzielić na proste i złożone.

#### Rodzaj gramatyczny
W języku angielskim osoby płci męskiej przyjmują zaimek he, żeńskiej – she, obiekty z nieistniejącą bądź nierozpoznaną płcią lub rzeczowniki nieożywione przyjmują zaimek nieokreślony it.
Istnieje możliwość nadania rodzaju gramatycznego rzeczom bądź zwierzętom, zwłaszcza jeśli przypisuje im się osobowość, inteligencję bądź uczucia. Najczęściej spotyka się to w odniesieniu do zwierząt domowych, np. psów: It's an old bitch, she likes to sleep much → To stara suka, która lubi dużo spać.
Płeć gramatyczną mogą otrzymywać również pojazdy, takie jak samochody czy motocykle. Marynarze często używają she w odniesieniu do łodzi i okrętów: She was an old ship → To był stary statek. Podobnie nazwy krajów mogą otrzymywać zaimek she, choć we współczesnej angielszczyźnie o wiele częstsze jest it: Poland has decided to increase her/its trade with Germany → Polska zdecydowała się zwiększyć swój handel z Niemcami.

#### Rzeczowniki policzalne i niepoliczalne

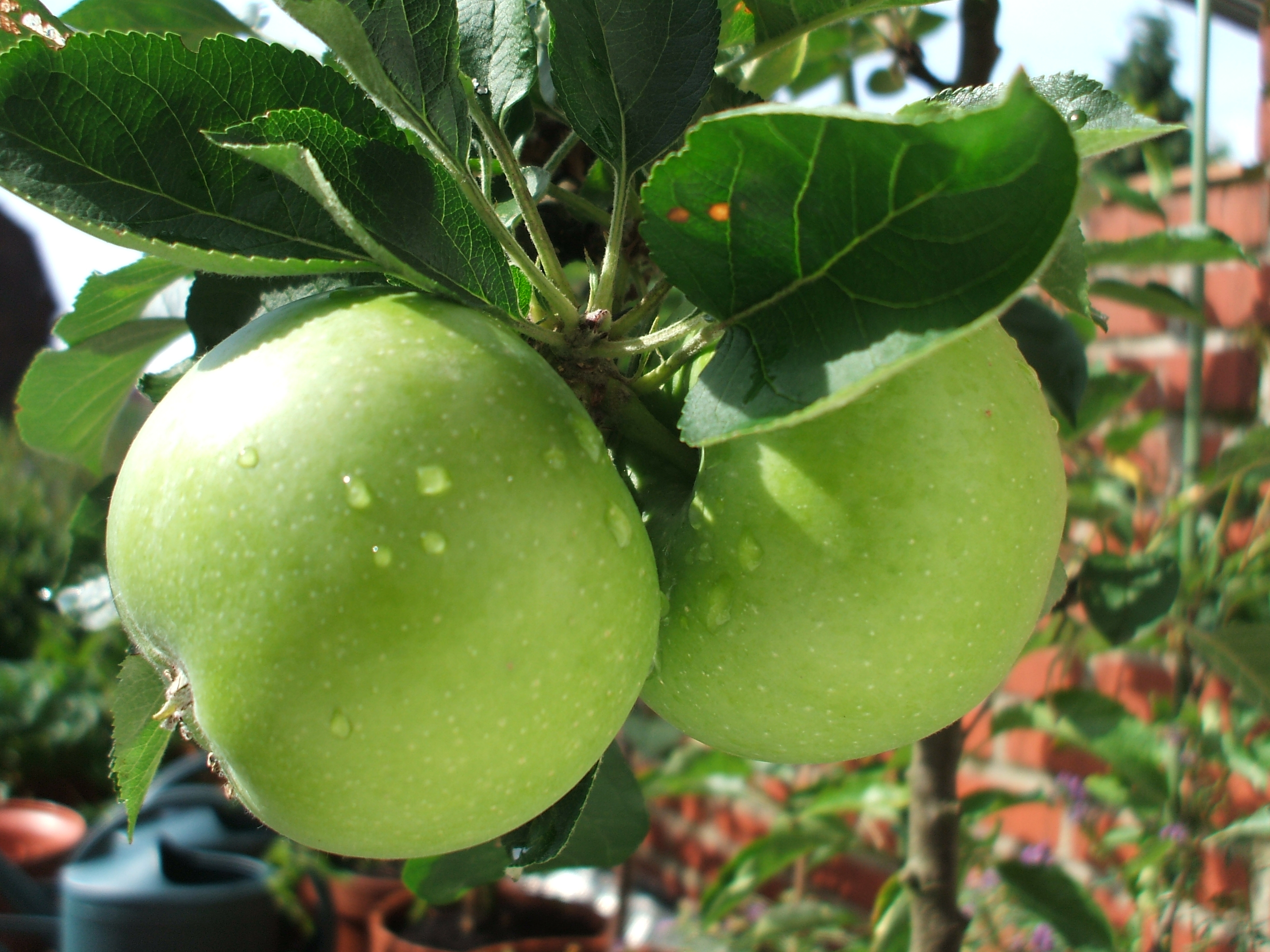
Desygnat rzeczownika policzalnego

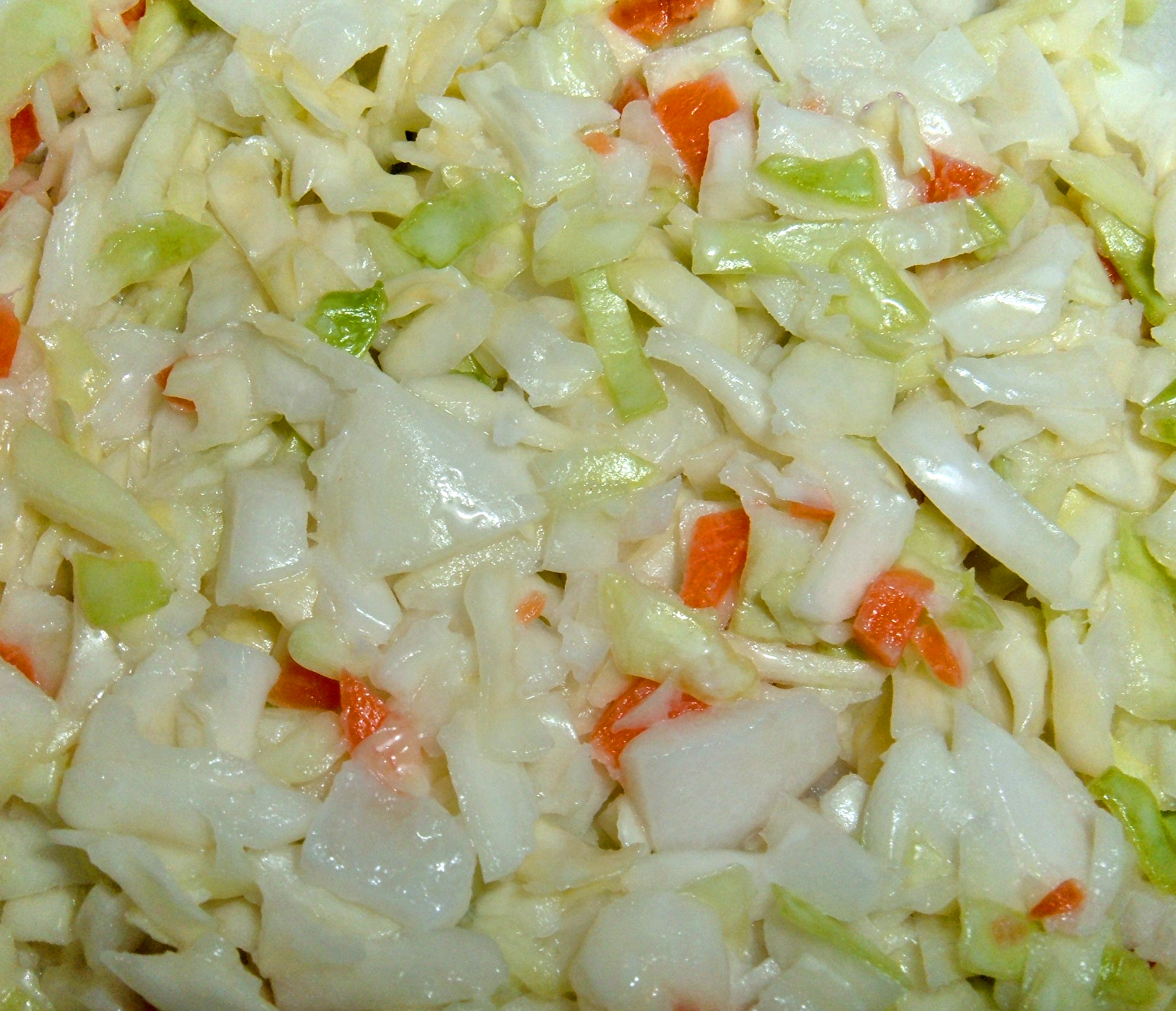
Desygnat rzeczownika niepoliczalnego

W języku angielskim rzeczowniki dzieli się na dwie grupy: policzalne (countable) i niepoliczalne (uncountable). Rzeczowniki z grupy policzalnych zasadniczo opisują desygnaty, które dadzą się policzyć. Przyjmują zarówno przedimek nieokreślony a/an, jak i liczebniki: a cat, three pigs. Rzeczowniki policzalne mają formę zarówno liczby pojedynczej, jak i mnogiej: a hand – hands → ręka – ręce, a baby – babies → niemowlę – niemowlęta. Podział rzeczowników w języku angielskim pod względem policzalności wygląda następująco:

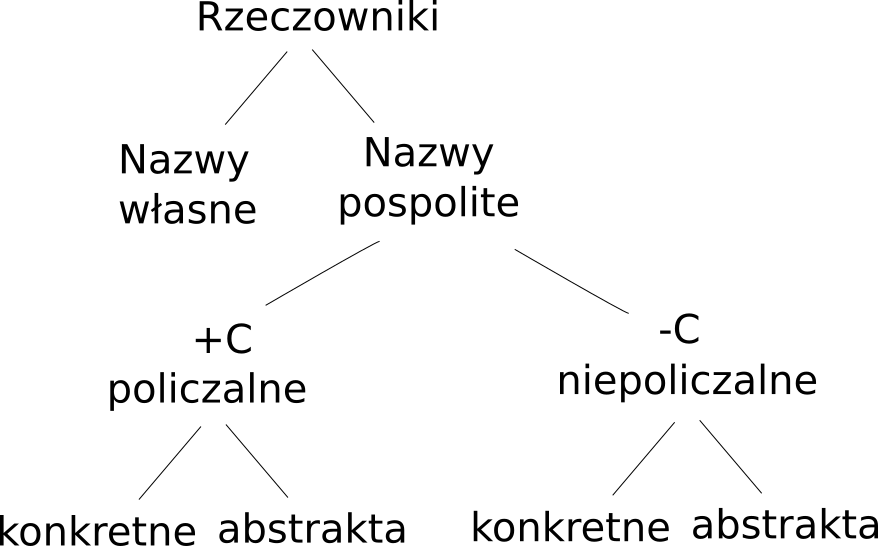

Rzeczowniki niepoliczalne (uncountable, mass nouns) opisują desygnaty będące nazwami materiałów, cieczy, pojęć abstrakcyjnych, zbiorów i innych rzeczy postrzeganych jako masy bez konkretnych granic, a nie jako oddzielne obiekty. Z tymi rzeczownikami nie używa się liczby mnogiej ani liczebników (od tej zasady istnieje kilka wyjątków): water → woda, weather → pogoda, wool → wełna, money → pieniądze.

#### Dopełniacz saksoński
W języku angielskim nie istnieje rozbudowany system przypadków, do dzisiaj zachował się jedynie dopełniacz.
Dopełniacz saksoński zapisuje się następująco
| liczba pojedyncza         | rzeczownik + 's | my father's car     |
| liczba mnoga              | rzeczownik + '  | my parents' house   |
| nieregularna liczba mnoga | rzeczownik + 's | the children's room |

Jeśli wyraz kończy się na spółgłoskę -s, możliwe są następujące warianty:
- dorzucenie 's na końcu wyrazu, spotykane głównie w nazwiskach literatów, postaci ze świata antycznego itp.[21]: Socrates' ideas, Dickens' novels.
- dodanie 's, co jest o wiele częstsze[21]:  Mr Lewis's dog.

Użycie:
- Dopełniacz saksoński używany jest najczęściej do mówienia o relacji własności i charakterystyce fizycznej, w szczególności, jeśli pierwszy wyraz oznacza osobę, zwierzę, firmę, kraj lub grupę osób[21]:
  - That's my father's house → To dom mojego ojca.
  - Mary's brother is a lawyer → Brat Mary jest adwokatem.
  - Poland's climate is getting warmer → Klimat Polski się ociepla.
- Struktura informuje również o produktach, wynikach działań desygnatu będącego podmiotem[21]: What are Sweden's main exports? → Co jest głównym produktem eksportowym Szwecji? The government's decision was unwise. → Decyzja rządu była niemądra. The boy's story resembled his own. → Historia chłopca przypominała jego własną.

#### Liczba mnoga
Liczbę mnogą w języku angielskim tworzy się w większości przypadków przez dodanie -s do podstawowej formy:
- car → cars
- taxi → taxis
- week → weeks.

Rzeczowniki kończące się na -z w liczbie mnogiej podwajają z:
- quiz → → quizzes.

Niektóre rzeczowniki zakończone na -o otrzymują końcówkę -es:
- echo → echoes
- hero → heroes.

Większość słów, zwłaszcza stosunkowo nowych zapożyczeń, zakończonych na -o w liczbie mnogiej otrzymuje -s:
- kilo → kilos
- logo → logos
- soprano → sopranos
- manifesto → manifestos.

##### Nieregularna liczba mnoga
Następujące rzeczowniki zakończone na -f(e) otrzymują nieregularną końcówkę -ves: calf, elf, half, knife, leaf, life, loaf, self, sheaf, shelf, thief, wife, wolf.
Rzeczowniki dwarf, scarf, wharf mogą mieć liczbę mnogą zarówno -fs, jak i -ves, przy czym forma regularna jest bardziej powszechna. Pozostałe wyrazy zakończone na -f mają regularną liczbę mnogą.
Inne wyrazy z nieregularną liczbą mnogą:
| child → children | foot → feet   | goose → geese |
| louse → lice     | man → men     | woman → women |
| mouse → mice     | ox → oxen     | penny → pence |
| person → people  | tooth → teeth |               |

Uwagi: Forma pennies występuje, jeśli mówiący ma na myśli monety jednopensowe, a nie kwotę. W języku oficjalnym spotyka się formę persons. Wyraz people ma formę liczby pojedynczej i oznacza lud.

##### Wymowa rzeczowników w liczbie mnogiej
Jeśli słowo kończy się na spółgłoskę bezdźwięczną: /t/, /k/, /θ/ itp. końcówkę liczby mnogiej czyta się /s/:
- cups /kʌps/
- plates /pleɪts/.

W słowach kończących się na sybilanty (spółgłoski syczące) /s/, /ʃ/, /ʧ/, /ʒ/, /ʤ/, /z/ końcówkę -es czyta się /ɪz/
- buses /ˈbʌsɪz/
- crashes /ˈkræʃɪz/
- garages /ˈgærɑːʤɪz/.

Po samogłoskach i spółgłoskach dźwięcznych końcówka -(e)s jest wymawiana dźwięcznie /z/
- trees /triːz/
- ends /endz/
- zoos /zuːz/.

### Zaimek
Zaimek to część mowy zastępująca rzeczownik albo frazę rzeczownikową. Zaimki mogą być określone lub nieokreślone.

#### Przegląd zaimków osobowych
Formy angielskich zaimków osobowych:
|                     | Mianownik         | Dopełnienie        | Zaimki zwrotne                     | Przymiotniki dzierżawcze | Zaimki dzierżawcze     |
| ------------------- | ----------------- | ------------------ | ---------------------------------- | ------------------------ | ---------------------- |
| 1st pers. sing.     | I                 | me                 | myself                             | my                       | mine                   |
| 2nd pers. sing./pl. | you               | you                | yourself/yourselves                | your                     | yours                  |
| 3rd pers. sing.     | she, he, they, it | her, him, them, it | herself, himself, themself, itself | her, his, their, its     | hers, his, theirs, its |
| 1st pers. pl.       | we                | us                 | ourselves                          | our                      | ours                   |
| 3rd pers. pl.       | they              | them               | themselves                         | their                    | theirs                 |

W języku angielskim używa się zaimka you, który znaczy zarówno ty, wy, jak również pan, pani, państwo. Można użyć jednak w zdaniu z you zwrotów grzecznościowych, np. sir czy madam: Could you open this window, sir? → Mógłby Pan otworzyć to okno?
Zaimek it może być użyty w konstrukcjach bezosobowych wyrażających m.in. zjawiska atmosferyczne, czas, temperaturę, odległości, np. It is raining → Pada (deszcz). It's a quarter past eight. → Jest kwadrans po ósmej, ale także w konstrukcjach typu it is said/believed/thought (występującymi także w innych czasach), np. It is said that the Queen will resign. → Mówi się, że królowa abdykuje. czy it is/was me that, np. It is her that needs help → To ona potrzebuje pomocy.
Inne typy zaimków:
| nieokreślone | all, any, none, some, each, everyone, anyone, nobody, something |
| względne     | who, whom, whose, which, what                                   |
| pytające     | who, whom, whose, what, which                                   |
| wskazujące   | this, that, these, those                                        |

### Przymiotnik
W języku angielskim przymiotnik nie odmienia się przez liczby, u większości nie występuje żadna specjalna końcówka ułatwiająca ich rozpoznanie, choć istnieją grupy przymiotników o charakterystycznych końcówkach:
- -al: actual, final, general
- -ed: confused, surprised, stoned
- -ic: basic, atomic, generic
- -ent: prominent, efficient, prurient
- -ble: visible, recognisable, probable
- -ing: amusing, terryfying, growing
- -ive: deceptive, attractive, sensitive
- -(l)y: angry, dirty, funny
- -an: American, human, Indian
- -ous: cantankerous, furious, ominous
- -ar: popular, regular, similar
- -ful: colourful, grateful, respectful
- -less: careless, topless, harmless.

#### Pozycja przymiotnika w zdaniu
Przymiotnik może w zdaniu zajmować miejsce przydawki i orzecznika.
Najczęstszą pozycją przymiotnika jest przydawka określająca rzeczownik. Istnieją przymiotniki mogące wystąpić jedynie w tej pozycji, np. chief, fellow, utter, upper: a main road → droga główna, the chief inspector → główny inspektor.
|      | przymiotnik   | rzeczownik |
| ---- | ------------- | ---------- |
| a    | young         | woman      |
|      | tall          | trees      |
| some | hot           | water      |
| our  | national      | sport      |
| a    | tall young    | woman      |
| a    | beautiful old | town       |

Przymiotnik pojawiający się po czasowniku be występuje w funkcji orzecznika:
| podmiot   | fraza czasownikowa | dopełnienie |       |
| --------- | ------------------ | ----------- | ----- |
| The road  | was                | narrow      | here  |
| The train | will be            | late        |       |
| It        | has been           | sunny       | today |

#### Stopniowanie przymiotników
Przymiotniki i przysłówki mogą być stopniowane. Można wyróżnić stopniowanie:
- proste – stopień wyższy to stopień równy z dodaną końcówką -er, stopień najwyższy zaś tworzy się, dodając do stopnia równego końcówkę -est oraz przedimek określony the, np. quick – quicker – the quickest → szybki – szybszy – najszybszy[29] (jeśli przymiotnik w stopniu równym zakończony jest na e, dodaje się odpowiednio końcówkę -r i -st[30]). Przymiotniki zakończone na -y zmieniają tę samogłoskę na -i: happy – happier – the happiest → szczęśliwy – szczęśliwszy – najszczęśliwszy[29]. Krótkie przymiotniki zakończone na jedną samogłoskę i następującą po niej jedną spółgłoskę podwajają tę spółgłoskę w stopniu wyższym i najwyższym, np. thin – thinner – the thinnest → cienki – cieńszy – najcieńszy[31]. W taki sposób stopniują się przymiotniki jednosylabowe; w przypadku wielu przymiotników dwusylabowych możliwe jest zarówno stopniowanie proste, jak i złożone[29].
- złożone (opisowe) – stopień wyższy tworzy się przez dodanie wyrazu more przed przymiotnikiem w stopniu równym, a najwyższy poprzez umieszczenie wyrażenia the most przed formą podstawową (stopniem równym) przymiotnika. Ten rodzaj stopniowania dotyczy przymiotników mających ponad dwie sylaby[30], np. important – more important – the most important → ważny – ważniejszy – najważniejszy, a także zakończonych na -ful, -less, imiesłowów przymiotnikowych (końcówki -ed, -ing), np. worn – more worn – the most worn → zużyty – bardziej zużyty – najbardziej zużyty[32][33].

Stopniowanie opisowe jest możliwe z przymiotnikami jednosylabowymi, zwłaszcza jeśli po przymiotniku nie występuje od razu przyimek than: The road is getting more and more steep → Droga jest coraz bardziej stroma (forma steeper and steeper jest również możliwa). Ponadto stopniowania złożonego używa się wtedy, kiedy porównuje się dwie jakości, np. I'd say he's more mad than brave. → Powiedziałbym, że jest bardziej szalony niż odważny (użycie w tym przypadku madder byłoby niegramatyczne).
- nieregularne – przymiotniki stopniujące się nieregularnie to m.in. bad, good[34]:
  - bad – worse – the worst → zły – gorszy – najgorszy),
  - good – better – the best → dobry – lepszy – najlepszy).

### Przysłówek
Przysłówek angielski jest bardzo zróżnicowany. Może charakteryzować się końcówką -ly, może mieć formę tożsamą z przymiotnikiem, a jego znaczenie determinuje wtedy miejsce w zdaniu.

#### Rodzaje przysłówków
Przysłówki można podzielić na następujące kategorie według ich znaczenia:
- sposobu: well, how, quickly, hard, fast
- miejsca: up, there, above, upstairs
- czasu: now, then, soon, afterwards, recently
- stopnia: quite, much, so, too, really, pretty, fairly
- częstotliwości: never, always, often, seldom, generally.

#### Pozycja przysłówków w zdaniu
Można wyróżnić następujące pozycje przysłówka w zdaniu:
- przed podmiotem: Occasionally she missed her lectures → czasem zdarzało się jej nie być na wykładach[35].
- w środku zdania:
  - po pierwszym czasowniku posiłkowym: She has occasionally missed her lectures.
  - po czasowniku be w jego zasadniczej funkcji: She is occasionally absent from her lectures.
  - jeśli nie ma czasownika posiłkowego, przed czasownikiem formie osobowej: She occasionally missed her lectures.
- na końcu zdania: She missed her lectures occasionally[35].

Wiele przysłówków może jednak występować na początku, w środku lub na końcu zdania w zależności od kontekstu lub stylu, np. She turned around slowly. Slowly she turned around. She slowly turned around. → Obróciła się powoli. Czasami zmiana pozycji wiąże się ze zmianą znaczenia. Porównaj: I recall telling her clearly that she had lost her job. → Przypominam sobie, że jasno powiedziałem jej, że straciła pracę. → I clearly recall telling her that she had lost her job. → Wyraźnie przypominam sobie, że powiedziałem jej, że straciła pracę. Dwuznaczne może być zdanie: I recall clearly telling her that she had lost her job.
| typ przysłówka | typowa pozycja | Przykład                                   |
| -------------- | -------------- | ------------------------------------------ |
| sposobu        | tylna          | He paints beautifully.                     |
| miejsca        | tylna          | He's sitting upstairs.                     |
| czasu          | tylna          | See you tomorrow.                          |
| stopnia        | środkowa       | He's really enjoying it!                   |
| częstotliwości | środkowa       | They often travel to Minehead.             |
| komentarz      | przednia       | Unfortunately, she didn't make it on time. |

#### Formy przysłówków
Przysłówki mogą przyjmować różne formy:
- Wiele przysłówków jest uformowanych z przymiotników przez dodanie końcówki -ly: slow → slowly, general → generally[35]. Końcówka -ly nie wskazuje jednoznacznie na przysłówek, istnieją przymiotniki o takim zakończeniu, np. friendly, lovely, silly[37]: She gave me a friendly hug. → Uścisnęła mnie po przyjacielsku.
- Wiele przysłówków ma formę równą przymiotnikom: well, right, hard, north, straight, pretty itp.

#### Stopniowanie przysłówków
Większość przysłówków tworzy stopień wyższy przez dodanie wyrazu more i stopień najwyższy przez dodanie wyrazu most. Dotyczy to przysłówków złożonych z dwóch lub więcej sylab, np. strongly – more strongly – most strongly → silnie – silniej – najsilniej. Jednosylabowe przysłówki oraz wyraz early stopniuje się przed dodanie –er w stopniu wyższym i –est w stopniu najwyższym, np. hard – harder – hardest → ciężko – ciężej – najciężej.
Poza tym istnieją przysłówki stopniujące się nieregularnie, np.:
- badly – worse – worst → źle – gorzej – najgorzej,
- little – less – least → mało – mniej – najmniej[38].

### Czasownik
Czasownik angielski jest częścią mowy z największą liczbą form i zastosowań. Czasowniki pod względem zachowania w zdaniu dzielą się na trzy grupy: posiłkowe, modalne i zwykłe. Angielski czas ma dwie formy morfologiczne: czas teraźniejszy i przeszły, pozostałe tworzy przy użyciu czasowników modalnych i posiłkowych. Czasownik angielski może występować w 4 czasach: teraźniejszym, przeszłym, przyszłym i przyszłym w przeszłości, 3 stronach: czynnej, biernej i zwrotnej, oraz 4 trybach: orzekającym, rozkazującym, przypuszczającym i łączącym.

#### Czasowniki specjalne
Do tej grupy zaliczamy czasowniki to be, to have oraz czasowniki modalne.

##### To be
Czasownik to be („być”) używany jest w swym znaczeniu podstawowym oraz jako czasownik pomocniczy do tworzenia czasów ciągłych. Odmienia się nieregularnie:
| forma oznajmująca           | forma pytająca                | forma przecząca                     |
| --------------------------- | ----------------------------- | ----------------------------------- |
| I am, I was                 | am I?, was I?                 | I am not, I was not                 |
| you are, you were           | are you?, were you?           | you are not, you were not           |
| he/she/it is, he/she/it was | is he/she/it?, was he/she/it? | he/she/it is not, he/she/it was not |
| we are, we were             | are we?, were we?             | we are not, we were not             |
| you are, you were           | are you?, were you?           | you are not, you were not           |
| they are, they were         | are they?, were they?         | they are not, they were not         |

W języku mówionym stosuje się następujące skróty:
- are + not → aren't
- were + not → weren't
- is + not → isn't.

Forma imiesłowu przeszłego biernego: been. Czasownik ten nie tworzy również form z czasownikiem posiłkowym do. W zdaniu przeczącym stawia się przeczenie bezpośrednio przy czasowniku głównym w formie osobowej. W zdaniu pytającym następuje przestawienie podmiotu i orzeczenia. Na przykład: I am not French. → Nie jestem Francuzem. Are you there? → Jesteś tam? Who are you? → Kim jesteś?

##### To have
Czasownik oznacza mieć i odmienia się nieregularnie. W formie pytającej i przeczącej możliwe są dwa warianty: tworzenie pytań przez inwersję i (zwłaszcza w odmianie amerykańskiej) z operatorami do, does, did.
Czasownika have używa się na kilka sposobów:
- jako czasownika posiłkowego do tworzenia czasów w aspekcie perfect: I remembered his face, but I had forgotten his name. → Pamiętałem jego twarz, ale zapomniałem jego imienia.
- do informowania o własności, stosunkach i innych stanach: They have three cars. → Oni mają trzy samochody.
- do informowania o czynnościach i doświadczeniach: I am going to have a bath. → Zamierzam wziąć kąpiel.

##### Czasowniki modalne
W języku angielskim istnieją następujące czasowniki modalne:
| Czasownik | Czas przeszły       | Znaczenie                                          |
| --------- | ------------------- | -------------------------------------------------- |
| can       | could               | móc, oznacza zdolność, prawdopodobieństwo          |
| may       | might               | móc, oznacza prawdopodobieństwo, zezwolenie        |
| must      | must + Inf perf     | musieć, oznacza przymus, głównie wewnętrzny        |
| will      | would               | wyraża chęć, używany do tworzenia czasu przyszłego |
| shall     | should              | wyraża ofertę, powinność, przypuszczenie           |
| ought to  | ought to + Inf perf | wyraża powinność                                   |

Czasowniki modalne tworzą pytania i przeczenia przez inwersję, bez użycia operatora.
- Shall I open the window?
- You really oughtn't to drink so much.

#### Formy czasownika
Każdy czasownik angielski posiada następujące formy: bezokolicznik, forma czasu przeszłego, gerundium (mogące pełnić zarówno funkcję rzeczownika odsłownego, jak i imiesłowu czynnego czasu teraźniejszego), wreszcie imiesłów bierny czasu przeszłego.
| Bezokolicznik | Czas przeszły | Gerundium | Perfect participle |
| ------------- | ------------- | --------- | ------------------ |
| write         | wrote         | writing   | written            |
| play          | played        | playing   | played             |

##### Bezokolicznik
Bezokolicznik angielskich czasowników ma trzy podstawowe formy: prostą (to watch), postępującą złożoną z to be i gerundium danego czasownika (to be watching) i bierną, na którą składa się to be i imiesłów bierny czasu przeszłego (to be watched). Możliwe są formy złożone, np. to have been sitting. Ich znaczenie odpowiada znaczeniu czasów i stron, w których są zbudowane. Przykładowo: She is instructed by her tutor. → Jest pouczana przez swojego opiekuna. She should be instructed by her tutor. → Powinna być pouczona przez swego opiekuna.
Przegląd form bezokolicznikowych:
| Bezokolicznik               | Strona czynna         | Strona bierna              |
| --------------------------- | --------------------- | -------------------------- |
| czasu teraźniejszego        | to watch              | to be watched              |
| ciągły czasu teraźniejszego | to be watching        | to be being watched        |
| przeszły                    | to have watched       | to have been watched       |
| ciągły czasu przeszłego     | to have been watching | to have been being watched |

Bezokolicznik ciągły czasu przeszłego w stronie biernej, aczkolwiek poprawny gramatycznie, jest nieużywany.

##### Operator
Niektóre podręczniki gramatyki (zwłaszcza dydaktycznej) wyróżniają formę zwaną operatorem. Jest nim zazwyczaj pierwszy czasownik określony w określonej strukturze czasownikowej. Operatorami mogą być: określone formy czasowników be (am, are, is, was, were), have (have, had), do (do, does, did), jak również czasowniki modalne (shall, will, may, can, ought) we wszystkich formach określonych.

##### Imiesłowy
W języku angielskim używane są trzy rodzaje imiesłowów (participle):
- present participle (imperfect participle, imiesłów czasu teraźniejszego), tworzony przez dodanie sufiksu -ing do czasownika (tworząc formę identyczną z gerundem, ale różniącą się użyciem),
- past participle (imiesłów przeszły), zazwyczaj tworzony tak samo jak czasowniki w past tense, szczególnie w przypadku czasowników kończących się na -ed,
- perfect participle (imiesłów przeszły dokonany), tworzony z członu having oraz formy past participle.

Żaden z ww. rodzajów imiesłowów nie podlega odmianie.

##### Czasownik frazowy
Angielski czasownik frazowy (phrasal verb) uzyskiwany jest przez połączenie czasownika z przyimkiem, przysłówkiem lub oboma. Połączenie to nadaje czasownikowi frazowemu inne znaczenie, niż wynikałoby to ze znaczenia jego poszczególnych części składowych. Jest to konstrukcja właściwa dla języka mówionego, każdy czasownik frazowy można zastąpić czasownikiem prostym. Celem przyimka w czasownikach frazowych jest zmiana znaczenia czasownika:
- ask → pytać – ask for → prosić
- carry → nosić – carry on → kontynuować
- go → iść – go off → wybuchnąć (jedno ze znaczeń).

Czasownikiem w czasowniku frazowym są często używane czasowniki angielskie, takie jak: ask, be, break, come, find, get, give, go, keep, look, make, put. take itp. Czasowniki występują najczęściej z następującymi przyimkami i przysłówkami: in, on, off, at, by, up, down, under itp.
Istnieją dwa rodzaje czasowników frazowych: występujące z dopełnieniem i występujące bez dopełnienia. My car has broken down nie przyjmuje dopełnienia. She's bringing up three children to przykład phrasal verb z dopełnieniem.

##### Forma -ing
Forma -ing, zwana często gerund, ma szereg zastosowań. Używa się jej do tworzenia czasów postępujących, występuje w konstrukcji to be going to, może mieć znaczenie rzeczownika odsłownego.

###### Funkcja formy -ing
Forma -ing może pełnić funkcję:
- czasownika: He is smoking a pipe. → Pali fajkę.
- imiesłowu przymiotnikowego czynnego: A smoking cigarette left on the grass may cause enormous harm. → Palący się papieros zostawiony na trawie może wyrządzić olbrzymie szkody.
- rzeczownika odsłownego: Smoking may cause cancer. → Palenie może spowodować raka.

###### Formy wyrazu z -ing
Wyraz z -ing może mieć następujące formy:
- prostą: He's hitchhiking to Westward Ho! now. → Teraz jedzie stopem do Westward Ho!
- prostą w liczbie mnogiej: mixed feelings
- bierną: He is being operated on. → Operują go.
- przeczącą: He was fined for not using safety belts. → Dostał mandat za nieużywanie pasów bezpieczeństwa.
- przeszłą: Having left that preposterous meeting, I was so angry that I had to take a long walk. → Opuściwszy to żałosne zebranie, byłem tak wściekły, że musiałem sobie zrobić długi spacer.
- przeszłą bierną: She's angry at having been left out. → Jest zła, że ją pominięto.

#### Czasy
W języku angielskim istnieją dwa czasy morfologiczne (przejawiające się w różnej budowie czasownika): czas teraźniejszy i czas przeszły. Większość form, uważanych za oddzielne czasy, interpretuje się jako aspekty tych dwóch czasów. Nie ma jakiejś powszechnie przyjmowanej liczby konstrukcji uważanych za czasy; i tak np. A Higher English Grammar (autor: Llewelyn Tipping), opublikowana w 1927 r., wyróżniała ponad 40 form czasownika, mogących być używanych jako czasy. Dużą liczbę czasów tłumaczy się niekiedy łacińskim podejściem do gramatyki. I tak np. wielu ludziom trudno jest zarzucić koncepcję czasu przyszłego, a także innych konstrukcji jak np. czas zaprzeszły.

##### Czasy teraźniejsze

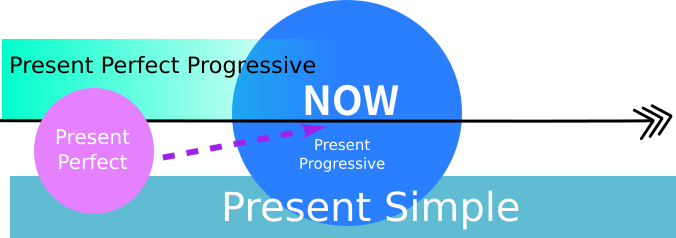
Relacje między czasami teraźniejszymi

Czas teraźniejszy prosty używany jest do czynności trwających długi okres, niekoniecznie w tej chwili: The Newton cradle always works

Teraźniejszość w języku angielskim opisują cztery czasy: teraźniejszy prosty, teraźniejszy postępujący, teraźniejszo-przeszły i teraźniejszo-przeszły ciągły. Każdy z tych aspektów przedstawia teraźniejszość w innym świetle: czas prosty mówi zazwyczaj o czynnościach powtarzających, zachodzących często, rzadko lub nigdy; z tego powodu służy do opisywania stanów długotrwałych. Czas postępujący skupia się na okolicach chwili obecnej i mówi o tym, co się dzieje w określonym momencie czasu. Czas teraźniejszo-przeszły służy do łączenia przeszłości z obecna chwilą i opisuje wpływ zdarzeń, które już miały miejsce na chwilę obecną.

###### Present Simple (Czas teraźniejszy prosty)
W języku angielskim czas teraźniejszy prosty. Operatorem zdania jest czasownik do w 3. osobie liczby pojedynczej przyjmujący formę does. W języku mówionym w pozycji nieakcentowanej formy ulegają ścieśnieniu: do + not → don't, does + not → doesn't.
Czas teraźniejszy prosty używany jest do opisywania:
- czynności wielokrotnie powtarzanych w teraźniejszości: I play football every week → Gram w piłkę co tydzień.
- stanów i uczuć: I feel sick.
- prawd ogólnych: The Earth rotates around its orbit.
- czynności i wydarzeń przyszłych, zaplanowanych, niezależnych od mówiącego: My train leaves at ten o'clock, tomorrow.[53]

###### Present Perfect (Czas przeszło-teraźniejszy)
Czas Present Perfect, mimo że nawiązuje do wydarzeń z przeszłości, jest formalnie czasem teraźniejszym, tworzonym za pomocą operatora have (przyjmującego w trzeciej osobie liczby pojedynczej formę has w połączeniu z imiesłowem biernym czasownika głównego, np. I have listened. Czas ten wyraża:
- zdarzenie, które zakończyło się w przeszłości, ale w pewien sposób połączone z teraźniejszością. Użyty czas Present Perfect zmusza odbiorcę komunikatu językowego do myślenia zarówno w kategoriach przeszłości, jak i teraźniejszości. Często można zmienić zdanie w czasie Present Perfect na bliskoznaczne zdanie w czasie teraźniejszym[54] I've broken my leg = My leg is broken now. → Złamałem nogę = Mam złamaną nogę. Our dog has died = Our dog is dead now. → Nasz pies zdechł = Nasz pies nie żyje. I've been to Berlin. = I know Berlin. → Byłem w Berlinie. = Znam Berlin.
- czynność zakończoną w przeszłości, której skutki są odczuwalne w chwili obecnej[54] I have seen that movie. → Widziałem (już) ten film (więc np. znam jego treść i mogę go opowiedzieć).

###### Present Progressive (Czas teraźniejszy postępujący)
Czas teraźniejszy postępujący zwany jest niekiedy Present Continuous (czas teraźniejszy ciągły). W czasie tym operatorem zdania jest czasownik to be.
Czas teraźniejszy postępujący używany jest do wyrażenia:
- zdarzenia, które właśnie ma miejsce, przy czym ma ono charakter ciągły. Zdarzenie odbywa się „w okolicach” teraźniejszości, niekoniecznie musi zachodzić właśnie w tej chwili[52]: What are you doing? I am reading → Co robisz? Czytam. I am travelling a lot these days → Obecnie sporo podróżuję.
- przy dłuższej narracji Present Progressive służy do budowania tła i obrazuje procesy, które są w trakcie trwania, gdy opowiadanie się zaczyna, i nie zmieniają się w trakcie całej historii[52]: There's this Scotsman, you see, and he is walking through the jungle when he meets a gorilla → Oto ten Szkot, widzisz, i on idzie sobie przez dżunglę i nagle spotyka goryla.
- sytuacji powtarzanych, toczących się wokół teraźniejszości[52]: Why is he hitting his dog? → Dlaczego on bije swego psa?

###### Present Perfect Progressive (Czas przeszło-teraźniejszy postępujący)
Czas przeszło-teraźniejszy postępujący tworzony jest za pomocą operatora have (przyjmującego w 3 os. lp. formę has) oraz formy imiesłowu biernego czasownika be (been) w połączeniu z formą gerund czasownika głównego: np. I have been listening.
Czasu Present Perfect Progressive używa się w następujących sytuacjach:
- do wyrażenia czynności, która rozpoczęła się w przeszłości, jest nadal wykonywana i być może będzie wykonywana nadal[56]: I have been listening to music for four hours → Słucham muzyki od czterech godzin. It's been raining all day → Cały dzień pada.
- do opisu zdarzeń, które właśnie się skończyły, ale których skutki są widoczne lub odczuwane w teraźniejszości[56]: You look sweaty. – Yes, I've been running → Jesteś spocony. – Tak, biegałem.

##### Czasy przeszłe

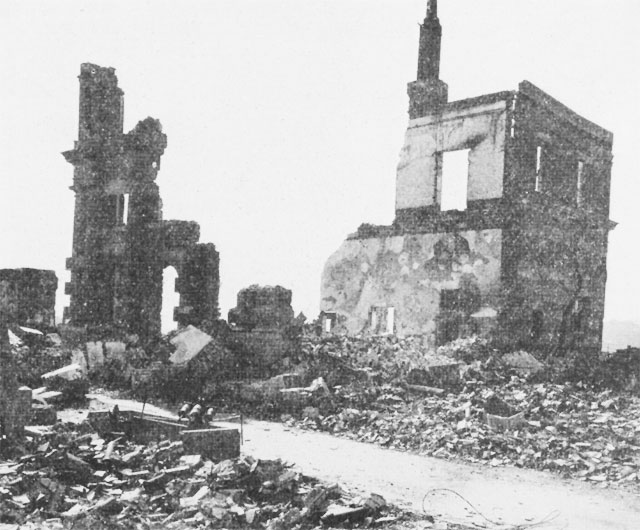
Czas przeszły prosty służy do opisu wydarzeń historycznych: The nuclear bomb destroyed Hiroshima

Przeszłość w języku angielskim może być opisana w jej nawiązaniu do teraźniejszości (Present Perfect) bądź bez związku z nią. W tym drugim przypadku język dysponuje czterema strukturami czasowymi. Czas przeszły prosty, najczęściej używany czas przeszły, służy do narracji, opowiadań, a ponadto opisu zdarzeń mających miejsce w znanym czasie. Czas przeszły ciągły opisuje sytuacje długotrwałe bądź też będące w toku w odpowiednim momencie w przeszłości. Wreszcie czas zaprzeszły relatywizuje zdarzenia przeszłe względem siebie.

###### Past Simple (Czas przeszły prosty)
Czas przeszły prosty konstruuje się przy użyciu drugiej formy czasownika, w przypadku czasowników regularnych zakończonej na -(e)d. Operatorem zdania jest czasownik do użyty w formie did, zdania oznajmujące tworzy się przez użycie czasownika głównego w formie czasu przeszłego. Np. I heard → Słyszałem, Did you hear? → Słyszałeś?
Czas Past Simple używany jest:
- do wyrażenia czynności przeszłej wykonanej w ściśle określonym czasie[57]: I came back at ten o'clock yesterday. = Wróciłem wczoraj o dziesiątej.
- do wyrażenia czynności przeszłej zakończonej, bez skutków w teraźniejszości.
- w opisach sekwencji wydarzeń przeszłych. Jest często używany do narracji o wydarzeniach przeszłych, używany w opowiadaniach itp.[58]: I woke up, got up and left. And suddenly, I spotted him in the crowd. → Obudziłem się, wstałem i wyszedłem. I nagle dostrzegłem go w tłumie. Również: When he came, I gave him some money. → Kiedy przyszedł, dałem mu trochę pieniędzy.

###### Past Perfect (Czas zaprzeszły)
Czas zaprzeszły tworzy się za pomocą czasownika posiłkowego have w czasie przeszłym prostym (had) oraz imiesłowu biernego czasownika głównego, np. I had listened. → Słuchałem (był).
Czas zaprzeszły używany:
- do wyrażenia czynności wykonanej w przeszłości przed inną czynnością przeszłą[59]: When they came to see me, I had already left. → Kiedy przyszli się ze mną zobaczyć, ja już wyszedłem (już mnie nie było). The army had won the battle, before they crossed the river. → Armia wygrała bitwę zanim przeszła rzekę.
- z przyimkami after, when, as soon as[60]: He went to Paris as soon as he had passed his exams. → Wyjechał do Paryża, skoro tylko zdał egzaminy.

###### Past Progressive (Czas przeszły postępujący)
Czas przeszły postępujący jest tworzony za pomocą operatora to be w czasie Past Simple (was, were) i czasownika głównego w formie gerund, np. I was listening → Słuchałem.
Czas Past Progressive jest używany w następujących sytuacjach:
- dla podkreślenia, że w danym momencie czynność była w trakcie trwania[61] : At 9 p.m. we were having dinner. → O dziewiątej wieczorem byliśmy w trakcie kolacji.
- do wyrażenia czynności przeszłej będącej tłem dla innej czynności przeszłej, której czas istnienia był krótszy[62] The war was raging around us, when we saw each other last time. → Wojna szalała wokół, kiedy widzieliśmy się po raz ostatni.
- do wyrażenia czynności przeszłej, długotrwałej, przerwanej przez inną[62]: The telephone rang when I was having a bath → Telefon zadzwonił, jak się kąpałem.
- do wyrażenia zdarzenia, które trwało przez pewien czas dla podkreślenia jego długotrwałości. Często oznacza to, że opisywana czynność nie zakończyła się[62]: They were talking in a loud voice all over the night and I couldn't sleep. → Rozmawiali głośno przez całą noc i nie mogłem spać.
- do wyrażenia czynności wykonywanych równolegle przez pewien czas w przeszłości[62]: John was playing football while she was doing her homework. → John grał w piłkę, podczas gdy ona odrabiała pracę domową.

###### Past Perfect Progressive (Czas zaprzeszły postępujący)
Czas zaprzeszły ciągły tworzy się za pomocą operatora have w formie had, imiesłowu biernego czasownika be (been) oraz formy gerund czasownika głównego, np.: I had been listening.
Czas zaprzeszły ciągły jest używany:
- do wyrażenia czynności przeszłej wykonywanej od jakiegoś czasu przed inną czynnością przeszłą[63]: They had been reading a book (for some time), when John entered the room. → Od jakiegoś czasu czytali książkę, kiedy John wszedł do pokoju.
- dla powiedzenia, jak długo trwało zdarzenie do pewnego momentu[64]: We had been walking since the sunrise and we were hungry. → Spacerowaliśmy od wschodu słońca i byliśmy głodni.

##### Czasy przyszłe
W języku angielskim nie istnieje morfologiczny czas przyszły, do jego opisu używa się różnych struktur gramatycznych. Oprócz różnej kombinacji czasów teraźniejszych język dysponuje czterema strukturami. Czas przyszły prosty opisuje przyszłość bez stosunku mówiącego do wydarzeń. Czas przyszły postępujący mówi o wydarzeniach będących w trakcie trwania w danym momencie przyszłości, wreszcie czas zaprzyszły opisuje przeszłość z przyszłego punktu widzenia.

###### Future Simple (Czas przyszły prosty)
Czas przyszły prosty jest tworzony za pomocą operatora will lub shall i formy podstawowej czasownika głównego. Jest najczęstszym sposobem informowania o przyszłości.
Czas Future Simple jest używany w następujących sytuacjach:
- do oznajmiania decyzji o podjęciu czynności, która zdarzy się w przyszłości[65]: Oh, I can see you've forgotten your pen. I shall lend you mine. → Ach, widzę, że zapomniałeś pióra. Pożyczę ci swoje. OK, we'll buy the tickets → W porządku, kupimy te bilety.
- czynność przyszłą, niezależną od woli mówiącego, niezaplanowaną i nierozpoczętą. Czas ten służy do przewidywania przyszłości[65]: Np.: I am sure, he will come → Jestem pewien, że przyjdzie (ale nie mam na to wpływu, ani też nie ma oznak zaplanowania lub rozpoczęcia akcji).

###### Future Progressive (Czas przyszły postępujący)
Czas przyszły postępujący, zwany również Future Continuous (przyszły ciągły), jest tworzony za pomocą operatora will/shall, czasownika be i formy gerund czasownika głównego.
Czasu przyszłego postępującego używa się w następujących sytuacjach:
- do stwierdzenia, że dane wydarzenie będzie trwało w określonym punkcie w przyszłości[65]: This time tomorrow I'll be driving home → Jutro o tej porze będę jechał do domu. Good luck at the test. I'll be thinking of you. → Powodzenia na teście. Będę myślała o tobie.
- do określenia czynności, która jeszcze się nie rozpoczęła i będzie trwała przez pewien czas[66]: I shall be listening. → Będę słuchał. You'll be living in a tent for two whole months. → Przez dwa pełne miesiące będziesz mieszkał w namiocie.

###### Future Perfect (Czas zaprzyszły)
Czas zaprzyszły tworzony jest przy pomocy operatora will lub shall oraz formy podstawowej czasownika have i imiesłowu biernego czasownika głównego: I shall have listened. Jego podstawową funkcją jest mówienie o przeszłości z przyszłego punktu widzenia.
Czas zaprzyszły używany jest w następujących sytuacjach:
- do wyrażenia czynności zakończonej w przyszłości przed jakąś inną czynnością[65], np. I shall know the tune next week because I will have listened to it → Za tydzień nauczę się już tej piosenki, bo ją wcześniej wysłucham.
- do wyrażenia czynności zakończonej w przyszłości przed określonym momentem[67]: The USA will have sent humans to Mars by 2015 → USA wyślą człowieka na Marsa do roku 2015.

###### Future Perfect Progressive (Czas zaprzyszły postępujący)
Czas zaprzyszły ciągły używany jest do określenia czynności, która najczęściej już trwa, a która będzie odbywała się nieustannie do określonego momentu w przyszłości: By the end of May I'll have been working here for 5 years. → W maju minie 5 lat odkąd tutaj pracuję.
Różnica między Future Perfect Continuous a Future Perfect polega jedynie na tym, że podkreślana jest ciągłość i okres trwania, nie efekty czynności.

##### Czasy przyszłe w przeszłości

Graficzne wyobrażenie Future in the Past

Future in the Past jest czasem, który traktuje przyszłość, czyli zdarzenia, które jeszcze nie miały miejsca, z przeszłego punktu widzenia. Wyraża te same relacje czasowe co formy przyszłe, tyle że z przeszłej perspektywy: In 2004 I arrived to the town, where I would spend fifteen years. → W roku 2004 przyjechałem do miasta, w którym miałem spędzić następne 15 lat. Wydarzenia opisywane w ten sposób nie odnoszą się w żaden sposób do teraźniejszości, mogły nastąpić bądź nie w chwili wypowiadania zdania.
Czasu Future in the Past we wszystkich formach używa się głównie w narracji. Zachowują one swoje znaczenie, różnica polega na zastąpieniu czasownika modalnego will przez would:
- Future Simple: The journey will be dangerous. → Podróż będzie niebezpieczna. Ale: He said the journey would be dangerous. → Powiedział, że podróż będzie niebezpieczna.
- Future Progressive: At three o'clock I shall be watching TV. → O trzeciej będę oglądał telewizję. Ale He mentioned that at three o'clock he would be watching TV. → Wspomniał, że o trzeciej będzie oglądał telewizję.
- Future Perfect: I'll have seen the doctor by Friday. → Do piątku pójdę do lekarza. Ale: He assured he would have met the doctor by Friday.
- Future Perfect Continuous: By the end of this year I'll have been learning English for 30 years. ale She knew that by the end of this year I'd have been learning English for 30 years. → Ona wiedziała, że gdy minie rok, będę uczył się angielskiego od 30 lat.

#### Strony czasownika
W języku angielskim występują trzy strony: czynna, bierna i zwrotna.

##### Strona czynna
W stronie czynnej podmiot wykonuje daną czynność. W przeciwieństwie do strony biernej, wykonawca czynności jest znany:
- He will go to the forest → On pójdzie do lasu.

##### Strona bierna

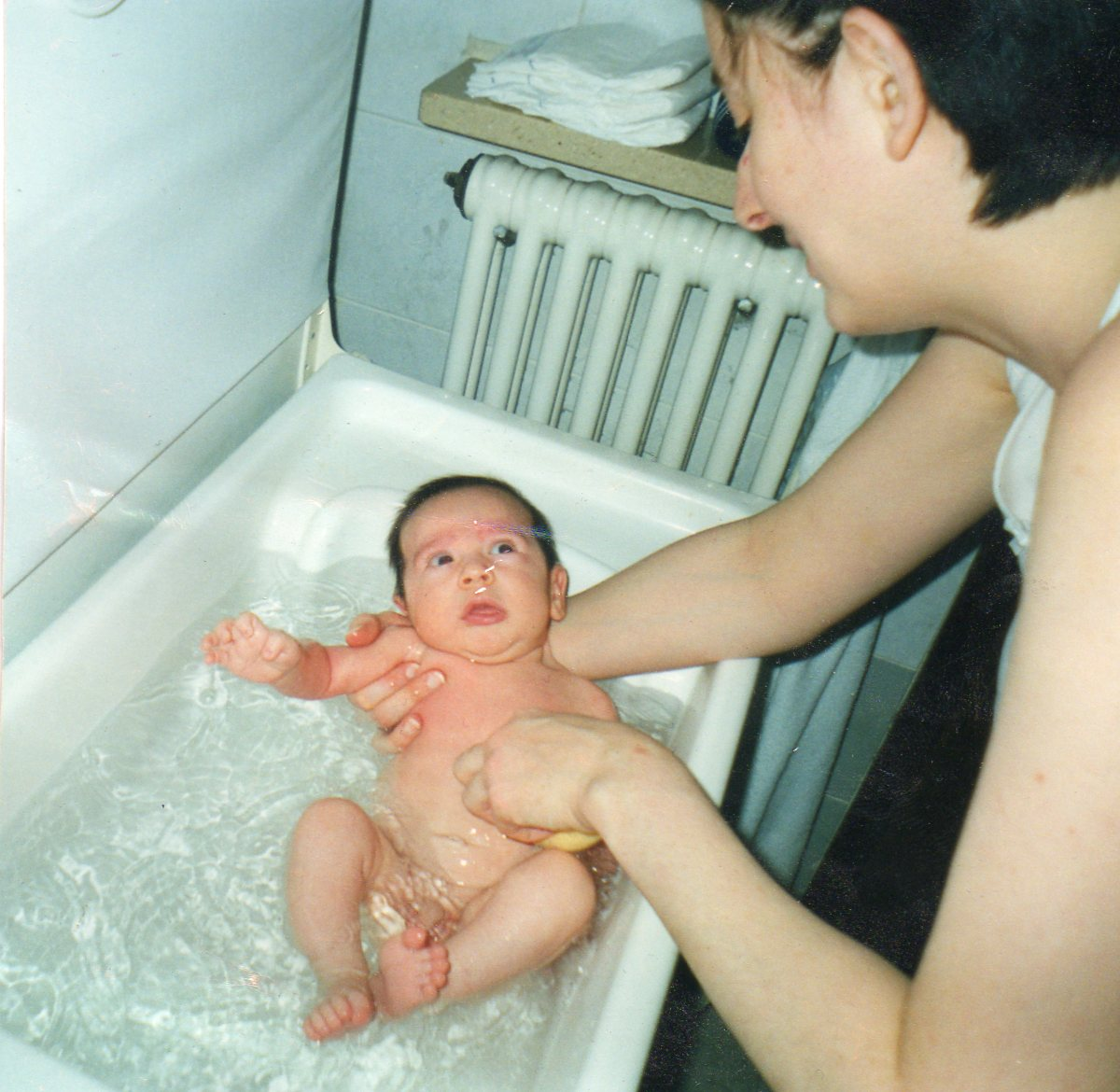
Strona bierna oznacza, że podmiot zdania nie wykonuje operacji, a dana operacja jest wykonywana na podmiocie: The child is being bathed

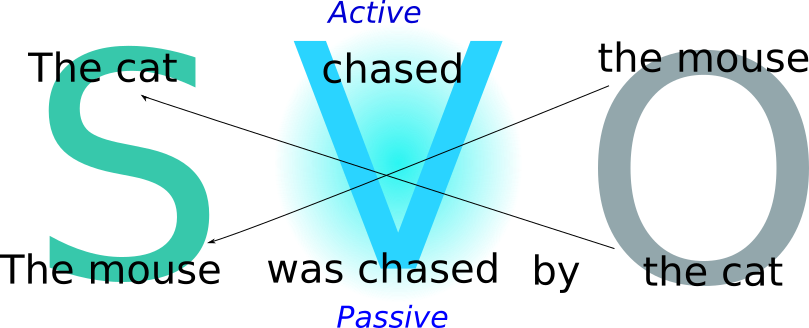
Ogólna zasada tworzenia strony biernej

Strona bierna występuje, gdy podmiot zdania nie wykonuje operacji, a dana operacja jest wykonywana na podmiocie. Z tego powodu przy transformacji podmiot zdania staje się dopełnieniem:
- I (podmiot) read a book (dopełnienie bliższe) → A book (podmiot) is read by me.

###### Strona bierna z dopełnieniem dalszym
W przeciwieństwie np. do języka polskiego, podmiotem zdania może stać się również dopełnienie dalsze:
- We (podmiot) gave Tom (dopełnienie dalsze) two books (dopełnienie bliższe) → Two books (podmiot) were given to Tom.
- We (podmiot) gave Tom (dopełnienie dalsze) two books (dopełnienie bliższe) → Tom (podmiot) was given two books. Struktura ta jest używana w następującym kontekście: Look at Tom, he doesn't seem too happy. He was given only two books.

###### Czasownik w stronie biernej
Czasownik w stronie biernej ulega transformacji. Stronę tworzy czasownik to be w wymaganym czasie, a czasownik zmienia formę na imiesłowową strony biernej:
- does → is done
- saw → was seen.

Czasownik w formie Progressive przekształca się, dodając końcówkę -ing do bezokolicznika be, a sam czasownik przekształcając do formy Past Participle:
- is working → is being worked (on)
- was producing → was being produced

Form czasowych używa się tak samo, jak w stronie czynnej: jeśli zatem w stronie czynnej występuje Present Progressive, w stronie biernej pojawia się on również: The secretary is preparing the papers. → The papers are being prepared.
Nie wszystkie czasowniki mogą być użyte w stronie biernej. Przede wszystkim strony nie tworzą czasowniki nieprzechodnie, np. go, die, arrive, które nie łączą się z dopełnieniem – nie ma żadnej innej części zdania, która mogłaby się stać podmiotem. Istnieją również czasowniki przechodnie, które rzadko pojawiają się w stronie biernej: have, fit, suit, resemble i inne.

#### Strona zwrotna
Jest używana, kiedy podmiot wykonuje czynność na samym sobie. Używa się do tego celu partykuły o konstrukcji zaimek w formie dopełnienia + self w liczbie pojedynczej lub selves w liczbie mnogiej:
| myself                 | ourselves  |
| yourself               | yourselves |
| himself herself itself | themselves |

Jest to jedyny przypadek w języku, gdy druga osoba liczby pojedynczej różni się od liczby mnogiej. W przypadku zaimka nieokreślonego one obowiązuje forma oneself: It's sometimes a good idea to see oneself through the eyes of one's enemy. → Czasem dobrze jest zobaczyć siebie samego oczyma swego wroga.

#### Tryby
W języku angielskim występują następujące tryby: oznajmujący, rozkazujący, przypuszczający i łączący. Tryb rozkazujący tworzy się bezpośrednio od formy bezokolicznika. Tryb łączący we współczesnej angielszczyźnie jest szczątkowy i zachował się głównie w zwrotach wyrażających życzenie lub silną sugestię. W języku angielskim nie ma oddzielnej formy dla trybu przypuszczającego; do wyrażenia służy czas, najczęściej konstrukcja z would. Stosunek rzeczywistości do warunków wyraża się przy pomocy tak zwanych okresów warunkowych.

##### Tryb oznajmujący – Indicative
W trybie tym wyraża się czynności rzeczywiste. Poniżej podano przykłady dla czasu Present Simple.
Zdania oznajmujące tworzy się za pomocą podstawowej formy czasownika głównego (w 3 os. lp. z końcówką -s/-es/): I play football every week. → Gram w piłkę nożną każdego tygodnia. He plays tennis every day. → On codziennie gra w tenisa). Czasami ze względów emfatycznych możliwe jest użycie w zdaniu twierdzącym czasownika do: I am sure, you don't learn English. Oh, I do learn English! → Jestem pewien, że nie uczysz się angielskiego. Ależ owszem, uczę się angielskiego!
Szyk zdania oznajmującego: Podmiot + (operator do celów emfat.) + czasownik główny + reszta zdania.

##### Tryb rozkazujący – Imperative

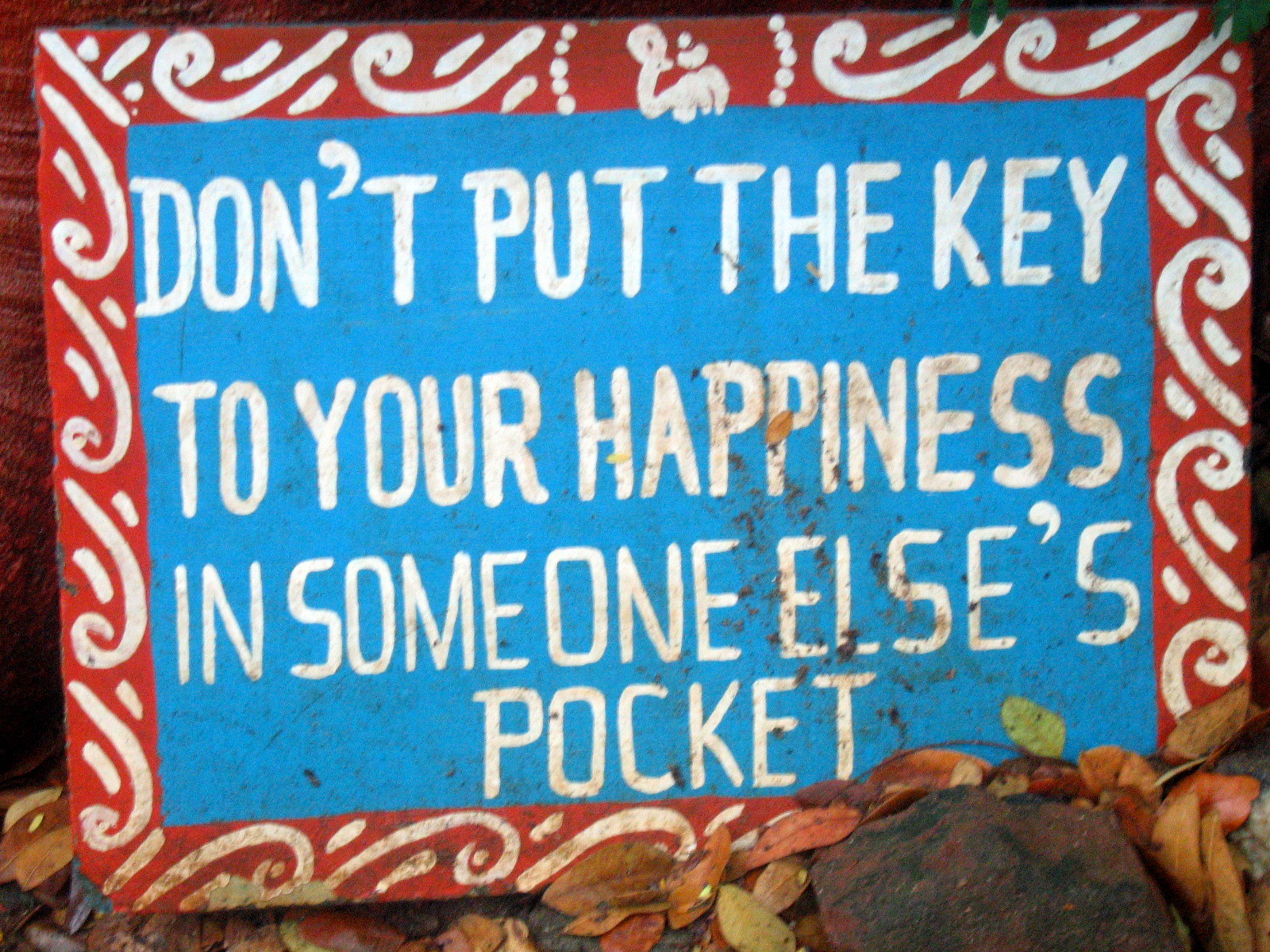
Przydrożna tablica w Indiach jako przykład użycia trybu rozkazującego

Tryb rozkazujący służy do tworzenia poleceń, nakazów itp. W najczęściej używanej drugiej osobie liczby pojedynczej i mnogiej tryb rozkazujący jest tożsamy z bezokolicznikiem (bez wyróżnika to). W pozostałych osobach używa się czasownika let, zaimka w formie dopełnienia i bezokolicznika. Zaprzeczenie formuje się przy użyciu dla drugiej osoby formy don't, a dla pozostałych partykuły not. Tryb rozkazujący może być uznany za nieuprzejmy.
| Liczba pojedyncza | Liczba mnoga      |
| ----------------- | ----------------- |
| let me go         | let us (let's) go |
| go                | go                |
| let him/her/it go | let them go       |

##### Tryb łączący – Subjunctive
Tryb łączący, zwany subjunctive, jest używany do opisu sytuacji i zdarzeń nierzeczywistych, które są możliwe, pożądane bądź wyobrażone. Subjunctive był częsty w starszych wersjach języka angielskiego, dziś zastąpiony jest głównie przez should, would i inne czasowniki modalne, specjalnym użyciem czasów przeszłych i zwykłymi formami czasowników. Współczesna angielszczyzna ma niewiele form subjunctive: formy III os. liczby pojedynczej bez końcówki -s: she see, he have i form specjalnych czasownika to be: he were. Poza I/he/she/it were po if nie są one częste.
Zwykłe czasowniki mają jedną formę trybu łączącego: trzecią osobę liczby pojedynczej bez sufiksu, wspólną dla czasu teraźniejszego i przeszłego -(e)s, np. she see. Używa się jej w języku formalnym, zwłaszcza w amerykańskim języku pisanym dla podkreślenia, że coś jest pożądane lub ważne (po takich wyrazach jak: suggest, recommend, ask, insist, vital, essential, important, advice: It is essential that each child have the same educational opportunities → Jest niezwykle ważne, aby każde dziecko miało identyczne szanse edukacyjne. Czasownik be we wszystkich formach trybu łączącego występuje jako be. It is important that Helen be present when we sign the contract → Ważne, by Helen była przy tym, kiedy będziemy podpisywać kontrakt. He directed that the school building be pulled down. → Zarządził, żeby budynek szkoły był zburzony. W trybie przypuszczającym (po if) przyjmuje formę were: If I were you, I'd stop smoking → Na twoim miejscu rzuciłbym palenie.
Tryb łączący występuje w utartych zwrotach: God save the Queen, Long live the King, God bless you, Heaven forbid, Be that as it may → Niezależnie, czy to prawda, czy nie..., If I have to pay 2 thousand, then so be it → Jeśli mam zapłacić 2 tysiące, to (mówi się) trudno.

#### Verbing
Verbification (verbing) (od słowa „verb” – czasownik) to zjawisko charakterystyczne dla języka angielskiego, możliwość tworzenia czasowników z rzeczowników, przymiotników i innych części mowy. Zazwyczaj słowa takie tworzy się poprzez dodanie afiksu w rodzaju -ize, -ify lub -en do danego słowa lub po prostu używając danego nie-czasownika jako czasownika. Najprostszym przykładem jest już samo słowo „verbing” które powstało od słowa „verb”, czasownik. Verbification jest bardzo często używane w sposób żartobliwy czy slangowy, ale jest to także przyjęty i naturalny proces w angielskim i wiele z naturalnie używanych czasowników powstało w taki sposób. Przykładami mogą być takie słowa jak „access” – początkowa forma tego słowa to rzeczownik (gain access to the file → uzyskać dostęp do pliku), używane jest teraz także jako czasownik (access the file); czy „host” – znaczące „gospodarz”, ale także „ugościć”. Inny przykład: She was marmalading a scone with Chivers Rough Cut → „Marmoladowała” bułeczkę scone [wyrobem] Chivers Rough Cut.

### Przyimek
Przyimek jest częścią mowy, która zwykle występuje przed rzeczownikiem lub zaimkiem, np.: of the world, with my best friend, at the hotel.
Najczęściej występujące angielskie przyimki to: at, by, for, from, in, on, to, with. Inne częste przyimki to: about, above, across, after, against, along, amongst, around, as, before, behind, below, between, beyond, down, during, into, like, near, off, onto, over, since, past, round, than, through, towards, under, until, up, within, without. Istnieje również grupa przyimków złożonych z dwóch-trzech słów, takich jak because of, by means of, in addition to, instead of, on top of, other than, out of, such as, up to.

#### Pozycja przyimka w zdaniu
Przyimek umieszczony jest zwykle przed rzeczownikiem lub frazą rzeczownikową, tworząc frazę przyimkową. Może opisywać miejsce, czas, przyczynę bądź sposób:
- We must discuss the matter in private.

Częste rodzaje fraz przyimkowych:
- przyimek + fraza rzeczownikowa: Here's the letter from my son Philip. → Oto list od mojego syna Filipa.
- przyimek + zaimek: Come with me. → Chodź ze mną.
- przyimek + fraza -ing: This is an oven for baking bread. → To jest piec do pieczenia chleba.
- przyimek + zdanie podrzędne typu wh-: I was surprised at what they said. → Byłem zdziwiony tym, co powiedzieli.
- przyimek + przysłówek: From here, the road is very rough. → Od tego miejsca droga jest bardzo ciężka.

#### Czasowniki z przyimkami
Istnieje grupa czasowników, które rządzą przysłówkami, np. look for, look after, decide on, bring up, insist on, listen to. Czasownik z przyimkiem wyraża sytuację w sposób jednoznaczny: She takes after her mother → Jest podobna do matki. He asked for help. → On poprosił o pomoc.

### Spójnik
Spójnik jest wyrazem łączącym dwie części zdania. W języku angielskim są dwie zasadnicze rodzaje spójników: łączące (co-ordinating conjunctions) i przeciwstawiające (subordinating conjunctions).
Spójniki najczęściej występują pomiędzy poszczególnymi wyrazami i częściami zdania, jednak możliwe jest rozpoczęcie zdania w spójnikach, na przykład (choć nie tylko) w odpowiedziach na pytanie: When are you going to leave? When I am ready. → Kiedy zamierzasz wyjść? Jak będę gotowa. Why did you do it? Because I felt like it. → Dlaczego to zrobiłeś? Bo tak mi się chciało.

#### Spójniki łączące
Tabela spójników przedstawia główne spójniki łączące w języku angielskim.
| Znaczenie i funkcja   | Spójniki proste   | Spójniki dwuwyrazowe                                                                          |
| --------------------- | ----------------- | --------------------------------------------------------------------------------------------- |
| dodawanie, listowanie | and (i)           | - both... and... (zarówno... jak i...) - not only... but (also)... (nie tylko... ale również) |
| alternatywa           | or (lub, albo)    | either... or... (albo... albo...)                                                             |
| kontrast              | but               | not... but... (nie... ale...)                                                                 |
| wykluczanie           | nor (również nie) | neither... nor... (ani... ani...)                                                             |

## Liczebnik
Zasadniczo liczebnik ma dwie formy: zwykłą i porządkową. Żadna z nich nie podlega odmianie.

### Liczebniki główne
Liczebniki angielskie mogą być dwojakiego rodzaju: główne (cardinal numbers) i porządkowe (ordinal numbers). Liczebniki główne od 13 do 19 zakończone są na -teen: fifteen, sixteen. Liczebniki oznaczające wielokrotności dziesiątki od 20 do 90 mają końcówkę -ty: twenty, sixty. Przed rzeczownikami może wystąpić one lub a/an: She has a cat albo She has one cat. Przed hundred, thousand występuje a albo one, przy czym one jest bardziej formalne. Jeśli hundred i thousand są elementami liczb, stosowana jest liczba pojedyncza, jeśli są zwykłym rzeczownikiem, wtedy występują w liczbie mnogiej: That stereo is a hundred twenty quid. New house? But that costs thousands!

#### Zero
Zero może w języku angielskim przyjmować następujące formy:
- nought /nɔːt/, jest to forma charakterystyczna dla odmiany brytyjskiej
- zero /ˈzɪərəʊ/, forma charakterystyczna dla amerykańskiej angielszczyzny. Przy mierzeniu temperatury forma ta obowiązuje również w Wielkiej Brytanii: Zero degrees Celsius is thirty two degrees Fahrenheit.
- oh /əʊ/ używane jest przy podawaniu ciągu cyfr, np. numeru telefonu: My number is two five seven oh three. → Mój numer to 25703.
- nil /nɪl/ używa się przy podawaniu wyników w grach zespołowych: After the first half Poland two, Romania nil.
- love /lʌv/ jest charakterystyczne dla wyników tenisowych (pochodzi od francuskiego słowa l'oeuf, oznaczającego jajko): Forty love, Radwanska to serve.

Liczebniki od 1 do 10:
| Liczebniki główne | Liczebniki porządkowe |
| ----------------- | --------------------- |
| 1 (one) /wʌn/     | 1st (first)           |
| 2 (two) /tuː/     | 2nd (second)          |
| 3 (three) /θriː/  | 3rd (third)           |
| 4 (four) / fɔː/   | 4th (fourth)          |
| 5 (five) /faɪv/   | 5th (fifth)           |
| 6 (six) /sɪks/    | 6th (sixth)           |
| 7 (seven) /ˈsevn/ | 7th (seventh)         |
| 8 (eight) /eɪt/   | 8th (eighth)          |
| 9 (nine) /naɪn/   | 9th (nineth)          |
| 10 (ten) /ten/    | 10th (tenth)          |

### Liczebniki porządkowe
Cechą liczebnika porządkowego jest końcówka -th, z wyjątkiem first, second i third. W przypadku liczebników wieloczłonowych końcówkę otrzymuje tylko ostatni człon liczby: twenty fourth.

### Ułamki
1/2 to a/one half, 1/4 to one quarter. W przypadku ułamków zwykłych (vulgar fractions) licznik jest liczebnikiem głównym, mianownik porządkowym. Mianownik jest w liczbie mnogiej, jeśli licznik jest większy od 1: two thirds → dwie trzecie, one fifth → jedna piąta, 6 3/7 → six and three sevenths.

## Zdanie
W języku angielskim występują zdania pojedyncze i złożone. Każde poprawnie zbudowane zdanie składa się z grupy podmiotu i grupy orzeczenia. Pytania tworzy się w wypadku czasowników posiłkowych i modalnych przez inwersję, a w przypadku czasowników zwykłych z użyciem operatora w dwóch czasach: Present Simple i Past Simple. W zdaniach podrzędnych, w przeciwieństwie do innych języków germańskich, np. niemieckiego czy szwedzkiego, obowiązuje ten sam szyk wyrazów, co w języku pojedynczym. Część zdań podrzędnie złożonych, zwłaszcza w mowie zależnej i w przypadku zdań okolicznikowych czasu, wymaga tzw. następstwa czasów, czyli uzgodnienia czasów ze zdaniem nadrzędnym. W wielu przypadkach zdanie podrzędne można zastąpić konstrukcją z użyciem bezokolicznika lub imiesłowu.

### Szyk zdania

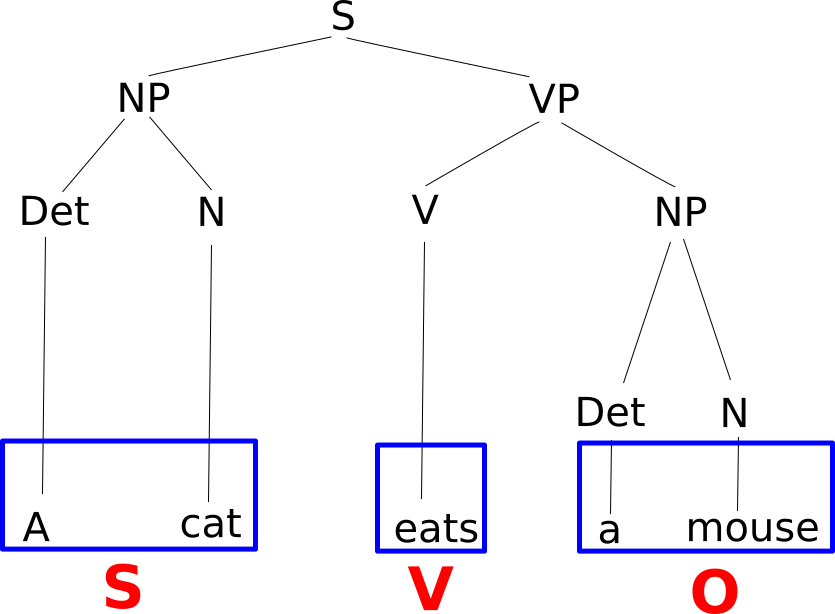
Struktura SVO zdania angielskiego. N to rzeczownik, NP to fraza rzeczownikowa, VP – fraza czasownikowa

Angielski jest językiem SVO, co znaczy, że na początku zdania stoi podmiot, po nim orzeczenie, a na końcu dopełnienie. Na przykład:
- I am going to the cinema. → (Ja) idę do kina.
- You do it wrong. → (Ty) robisz to źle.
- He ate an orange. → (On) zjadł pomarańczę.
- I have been to London. → Byłem w Londynie.

#### Szyk odwrócony w zdaniu twierdzącym
Jeśli zdanie zaczyna się od przyimka lub frazy przyimkowej, a jej znaczenie jest w szerokim kontekście negatywne (np. hardly, barely, seldom, never), w zdaniu używa się szyku przestawnego, charakterystycznego dla pytań : Never in history had technology made such spectacular advances. → Nigdy w historii nauka nie poczyniła tak spektakularnych postępów. Seldom can there have been such a happy meeting → Rzadko mogło dochodzić do tak szczęśliwego spotkania.

### Budowa zdania pojedynczego
Zdanie angielskie w swej najprostszej wersji składa się z grupy podmiotu (frazy nominalnej) i grupy orzeczenia (frazy werbalnej). Podmiot jest elementem obowiązkowym, jeśli nie jest znany, stosuje się zaimki nieokreślone. Zdania z podmiotem domyślnym, częste w językach słowiańskich, w literackiej angielszczyźnie nie są możliwe, choć mieszczą się w normie mowy potocznej (conversational deletion). Fraza werbalna może występować z dopełnieniem bliższym lub dalszym. Niektóre gramatyki wyróżniają czas gramatyczny jako odrębny element, nienależący do frazy werbalnej.

#### Fraza nominalna

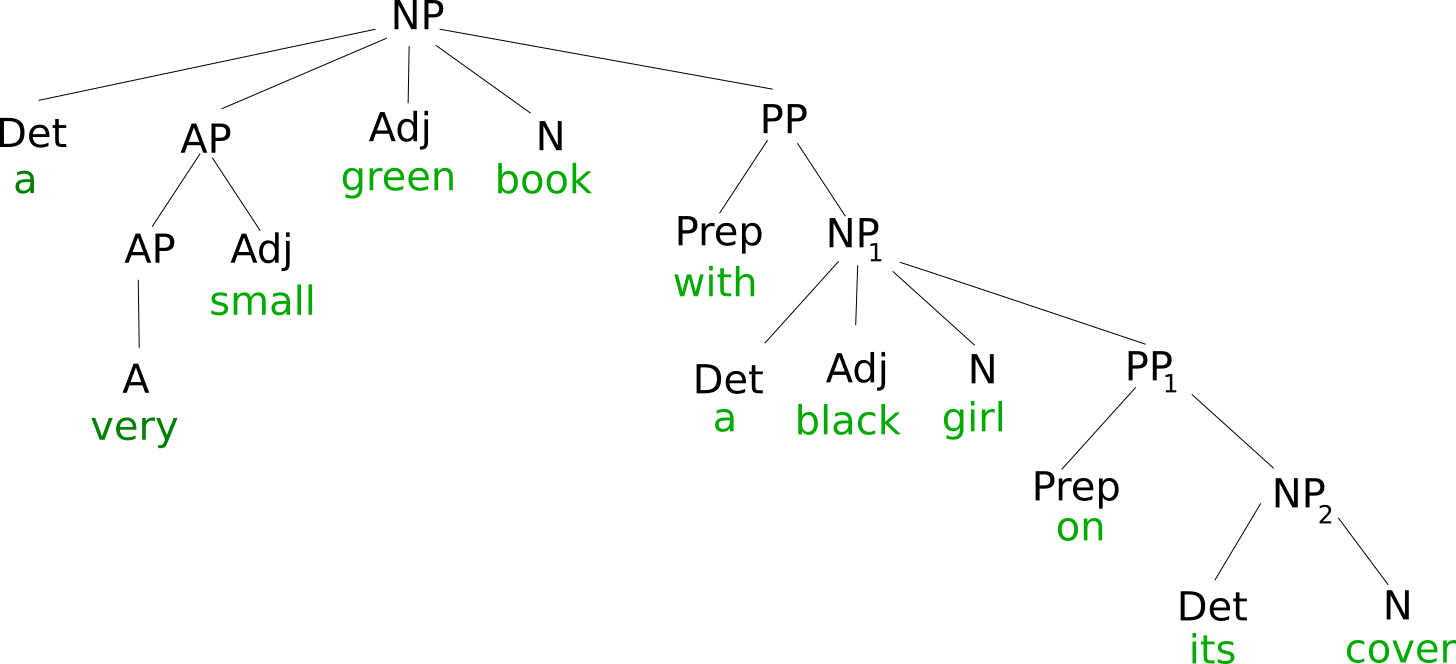
Złożona fraza nominalna

Najprostsza możliwa fraza nominalna w języku angielskim złożona jest wyłącznie z rzeczownika lub zaimka:
- NP → N
- John.

Rzeczownik określany jest często przed przedimki, zaimki wskazujące, liczebniki itp. Wchodzą one w skład grupy nominalnej:
- NP → Det N
- the box.

Rzeczowniki mogą być modyfikowane przez przymiotniki, przy czym może ich być dowolna liczba:
- NP → Det (Adj) N
- the small box.

Innym możliwym sposobem modyfikacji frazy nominalnej jest fraza przysłówkowa:
- NP → Det (Adj) N (PP)
- the small box with sweets.

Inną możliwą modyfikacją frazy nominalnej jest fraza przymiotnikowa, przy czym zawarty w niej przysłówek modyfikuje najczęściej przymiotnik, a nie rzeczownik:
- AdvP → (AP) A
- very yellow
- NP → Det (AP) N (PP)
- a very small book with yellow covers.

Grupa nominalna może występować nie tylko w charakterze podmiotu, ale np. dopełnienia, funkcjonując samodzielnie albo będąc elementem frazy przysłówkowej:
- PP → P NP
- with a knife.

#### Fraza werbalna

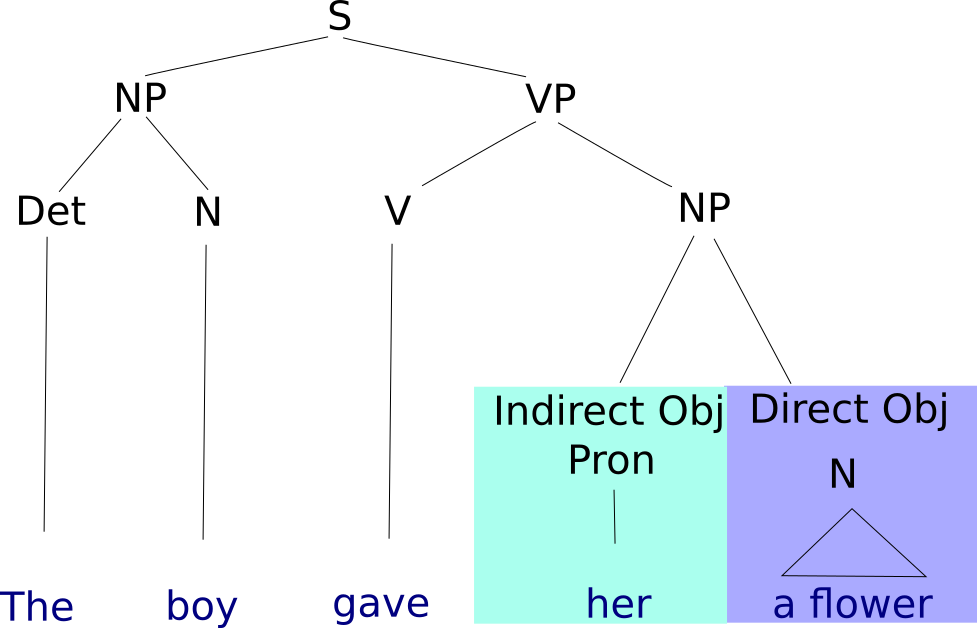
Zdanie z frazą werbalną z dopełnieniem bliższym i dalszym. Trójkąt oznacza nierozpisaną strukturę

W wersji minimalnej grupa może składać się wyłącznie z czasownika:
- Sheila [leftVP]
- VP → V

Czasownik może być opcjonalnie modyfikowany przez przysłówek:
- Sheila [left quicklyVP]
- VP → V (AP)

Czasownik może przyjmować dopełnienie:
- Sheila [frequently kissed her father-in-lawVP]
- VP → (AP+) V (NP) (AP+)

### Pytania i przeczenia
W języku angielskim istnieją dwa sposoby zadawania pytań: przez inwersję i z użyciem operatora. Pytania są dwojakiego rodzaju: z prośbą o rozstrzygnięcie oraz z prośbą o uzupełnienie.

#### Zdania z czasownikami modalnymi
Część zdań angielskich tworzonych jest z użyciem czasowników posiłkowych: be, have oraz czasowników modalnych: will, must, can, may, should, np. I am working now. He has seen a ghost. W tym przypadku pytania tworzy się przez inwersję podmiotu z czasownikiem posiłkowym lub modalnym:
- I (S) am (V) worried. → Am (V) I (S) worried?

#### Zdania z czasownikami zwykłymi
Jeśli zdanie nie zawiera czasownika posiłkowego bądź modalnego, pytania tworzy się z pomocą czasownika do, który zachowuje się jak czasownik posiłkowy:
- I (S) read (V) many books. → Do I (S) read (V) many books?
- We live in Shepton Mallet. → Do we live in Shepton Mallet?

W przypadku trzeciej osoby liczby pojedynczej operator absorbuje -s z końcówki czasownika i zmienia swą formę w does:
- She speaks fluent Finnish. → Does she speak fluent Finnish?

Pytania z użyciem operatora możliwe są w dwóch czasach: Present Simple i Past Simple. W Past Simple operatorem jest forma przeszła czasownika do: did. W formie pytającej występuje forma bezokolicznika czasownika:
- He treated me badly → Did he treat me badly?

#### PytaniaYes/No
W pytaniach o rozstrzygnięcie (Yes/No questions) pytający oczekuje potwierdzenie lub zaprzeczenie treści całego zdania. Pytania te zawsze zaczynają się od operatora bądź czasownika posiłkowego lub modalnego:
- Do you like cars?
- Has he got a cat?

Odpowiedzią na takie pytanie jest słowo yes lub no i czasownik posiłkowy lub operator i ewentualnie przeczenie:
- Are you tired? → Yes, I am.
- Shall I tell you the whole truth? → Yes, you shall.

#### Pytania-wh
Pytania szczegółowe zwane są również pytaniami o uzupełnienie lub Wh questions. Pytania te rozpoczyna wyraz pytający lub grupa wyrazów, a całość zdania zachowuje szyk zdania pytającego:
- He lived in Tiverton → Did he live in Tiverton. → Where did he live?
- They will arrive at eight → Will they arrive at eight? → When will they arrive?

#### Question tag
Question tag (końcówka pytająca) to pytanie zadane na końcu zdania twierdzącego mające na celu uzyskanie od rozmówcy odpowiedzi, czy zgadza się z jego treścią. Jest to cecha charakterystyczna dla języka angielskiego. Najbliższym polskim odpowiednikiem jest pytanie prawda? zadawane na końcu zdania.
Aby utworzyć question tag, należy znaleźć podmiot zdania, zamienić go na zaimek, jeśli jest inną częścią mowy (możliwe jest także there), następnie zlokalizować operator, następnie zaprzeczyć operator i zamienić szyk z zaimkiem. Operatorem mogą być: do, be, have w różnych formach (w zależności od czasu gramatycznego zdania) oraz czasowniki modalne.

### Konstrukcje zastępujące zdanie podrzędne
Istnieje wiele konstrukcji zastępujących zdanie podrzędnie złożone. Mogą to być konstrukcje z bezokolicznikiem bądź gerund.

#### Konstrukcje bezokolicznikowe
Ten typ konstrukcji zdaniowych jest bardzo rozpowszechniony w języku angielskim, nie tylko z okolicznikiem w swej podstawowej formie. Istnieje kilka typów konstrukcji z bezokolicznikiem:
- Przymiotnik + bezokolicznik[103]: He is sure to win. → Jest pewny, że wygra. He is difficult to talk to. → Ciężko się z nim rozmawia. She is likely to have been hurt. → Całkiem możliwe, że się zraniła. Konstrukcja występuje z takimi przymiotnikami jak difficult, hard, safe, dangerous, cheap, awful itp.
- Rzeczownik + bezokolicznik She's a job to do → Ona ma pracę do zrobienia. Do you have anything to say? → Czy masz coś do powiedzenia?
- Grupa czasownikowa + bezokolicznik[103]: We eat to live. → Jemy aby żyć. She got the gumption to go in → Miała na tyle oleju w głowie, by tam wejść.
- Czasownik + rzeczownik + bezokolicznik, konstrukcja znana jako accusativus cum infinitivo: I want you to go hell. → Chcę, byś poszedł sobie w cholerę. Konstrukcja występuje po czasownikach oznaczających życzenie: want, wish, hate, stan umysłu: think, expect, believe, oznaczających nakaz, prośbę zezwolenie: order, ask, recommend i niektórych innych[103].
- Czasownik + rzeczownik + bezokolicznik bez to, używane najczęściej po czasownikach wyrażających zmysły: see, hear, notice, a także po let i make: I'll make you pay for this. → Zapłacisz mi za to.

#### Konstrukcje z formą -ing
Konstrukcje z formą gerund również mogą zastąpić zdanie podrzędne. Istnieje kilka ich typów:
- Gerund jako podmiot: Her being obstinate  is rather an advantage in her work. → Jej upór jest raczej zaletą w jej pracy[103].
- Rzeczownik + gerund[103]: There was no hope of our getting the tickets. → Nie było nadziei, byśmy mogli dostać bilety.
- Przyimek + gerund[103]: Before flying to Plymouth I had some calls to make. → Przed wylotem do Plymouth miałem kilka telefonów do wykonania.
- Czasownik / przymiotnik + przyimek + gerund[103]: He objects to my smoking. → Ma mi za złe, że palę.
- Czasownik + gerund[103]: He admitted having taken the money. → Przyznał się, że wziął pieniądze.

#### Konstrukcje imiesłowowe
Imiesłów może również zastąpić zdanie podrzędne. Istnieją następujące konstrukcje imiesłowowe:
- Czasownik + rzeczownik + bezokolicznik bez to / -ing[104]: I saw him climbing → Widziałem, jak się wspinał. We heard somebody laughing. → Słyszeliśmy, jak ktoś się śmiał.
- Czasownik + rzeczownik + 3. forma czasownika[104]: I heard your name mentioned. → Słyszałem, jak wymieniali twoje nazwisko. I want the room cleaned asap. → Chcę, aby natychmiast wysprzątano pokój.
- Podmiot niezależny (nominativus absolutus): The classes being over, the children ran home. → Po skończonych lekcjach dzieci pobiegły do domu.

### Okresy warunkowe

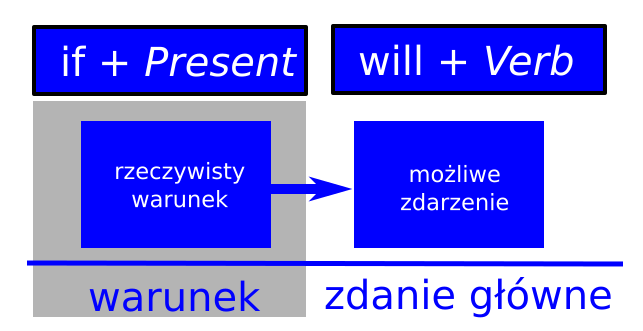
I okres warunkowy

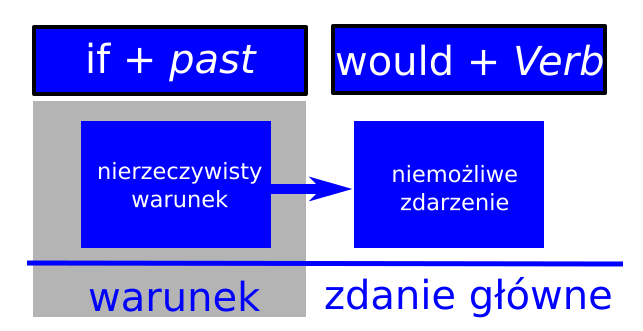
II okres warunkowy

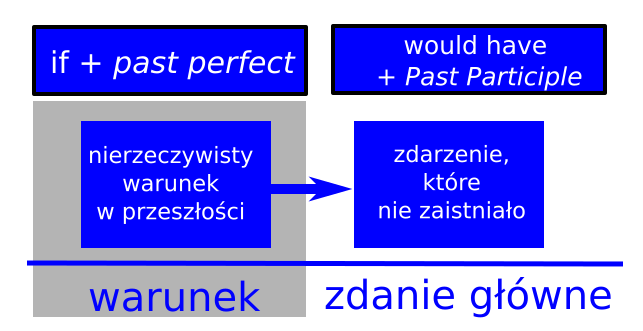
III okres warunkowy

W języku angielskim istnieją tzw. okresy (tryby) warunkowe. Używa się ich, kiedy mówi się o jakiejś czynności, która może zostać wykonana (lub nie), jeśli zostanie spełniony jakiś warunek. Wyróżnia się następujące okresy warunkowe: zerowy (dotyczący zdarzeń w teraźniejszości, zawsze prawdziwych), pierwszy (dotyczący wydarzeń możliwych do zaistnienia w teraźniejszości bądź przyszłości), drugi (dotyczący mało realnych lub nierzeczywistych wydarzeń w przyszłości), trzeci (dotyczący przeszłości) oraz mieszane.
Zdanie podrzędne warunkowe jest typem zdania podrzędnego okolicznikowego. Zdarzenie opisane w zdaniu głównym zajdzie, jeśli zostanie spełniony określony warunek, przy czym kolejność zdań jest dowolna: If it rains, we'll get wet → Jeśli będzie padać, zmokniemy. The door opens if you press the button → Drzwi się otworzą, jeśli naciśniesz przycisk. Zdanie warunkowe mogą wprowadzać:
- if → „jeśli”
- unless (if... not lub except... if) → ”o ile nie”, „chyba że”
- provided that, providing that → „pod warunkiem, że”, „zakładając, że”
- on condition that → „pod warunkiem, że”, wyrażenie formalne
- Imagine → „wyobraź sobie”
- supposing → „zakładając, że...”
- as long as → „tak długo jak...”.

Istnieją trzy (według niektórych podręczników gramatyki cztery) tzw. okresy warunkowe, czyli konstrukcje gramatyczne służące do określania związków między wydarzeniem i warunkiem. Oprócz tego możliwe jest uformowanie kilku okresów mieszanych.
Przegląd form trybu warunkowego:
| Okres | Zdanie nadrzędne                                      | If         | Zdanie podrzędne                        |
| ----- | ----------------------------------------------------- | ---------- | --------------------------------------- |
| 0     | Present Simple, Present Progressive                   | if         | Present Simple, Present Progressive     |
| 1     | Future Simple, Future Progressive, czasowniki modalne | if, unless | Present Simple, Present Progressive     |
| 2     | would + inf                                           | if         | Past Simple, Past Progressive           |
| 3     | would + Past Participle                               | if         | Past Perfect,. Past Perfect Progressive |

Przykłady na poszczególne okresy warunkowe:
- zero conditional, np. If she goes in the rain, she gets wet. → Jeśli wyjdzie w deszcz, to się zmoczy. (zdanie zawsze prawdziwe)
- first conditional, np. If he really loves Cindy, he will ask her to be his wife. → Jeśli naprawdę kocha Cindy, poprosi ją o rękę. (warunek możliwy do spełnienia)
- second conditional, np. If I were you, I would go to a doctor. → Gdybym był tobą, poszedłbym do lekarza. (sytuacja hipotetyczna, nierealistyczna)
- third conditional, np. If she had come earlier, she would have met with Tom. → Gdyby (była) przyszła wcześniej, spotkałaby się (byłaby się spotkała) z Tomem. (warunek niemożliwy do spełnienia, bo dotyczy przeszłości)

Uwaga! Można łączyć m.in. zdania z II i III okresu warunkowego, powstaje wówczas mixed conditional, np. If he wasn't so shy, he would have told her it → Gdyby nie był tak nieśmiały, powiedziałby (był) jej to.; If he hadn't purchased this item, he wouldn't get into trouble now. → Gdyby nie (był) kupił tej rzeczy, nie miałby teraz problemów.

### Mowa zależna

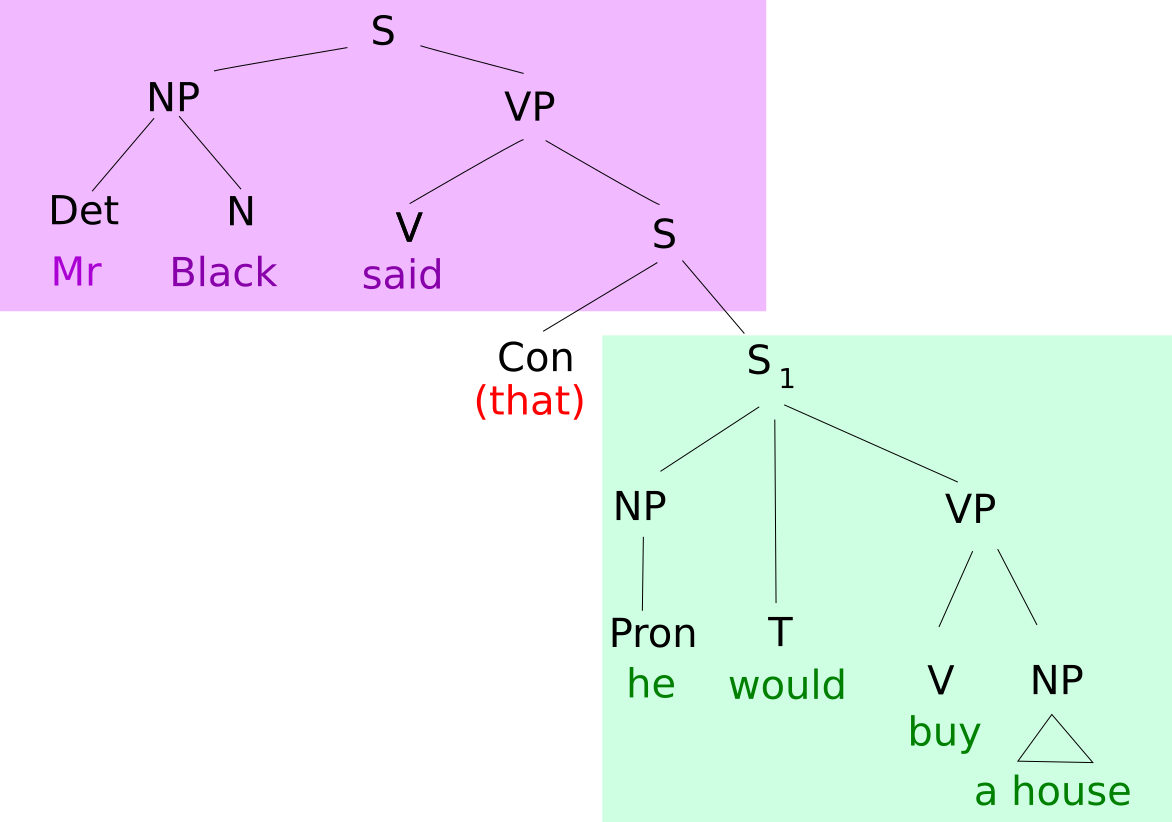
Drzewo składniowe zdania w mowie zależnej

W języku angielskim przy referowaniu czyjejś wypowiedzi w sposób omowny występuje cały szereg zmian w zdaniu podrzędnym. Zmienia się relacja czasowa, jest to zjawisko nieznane w języku polskim: czasy teraźniejsze zmieniają się w przeszłe, przeszłe w zaprzeszłe, a przyszłe w przyszłe w przeszłości. Odrębnie zachowują się pytania i wykrzykniki.

#### Mowa niezależna a mowa zależna
W mowie zależnej wypowiedź jest cytowana dosłownie tak, jak została wypowiedziana. Może dotyczyć nie tylko wypowiedzianych słów, ale również myśli. W formie graficznej cytowane wypowiedzi zaznacza się dwukropkiem i, opcjonalnie, następującym po nim cudzysłowem: He asked: "Where are you going?" → Zapytał: Dokąd idziesz? Oba zdania podrzędne funkcjonują niezależnie.
Innym sposobem na przytaczanie cudzych słów jest uczynienie ich częścią zdania wypowiadanego przez mówiącego:
| Mowa niezależna                | Mowa zależna               |
| ------------------------------ | -------------------------- |
| She asked: What are you doing? | She asked what I was doing |

Słowa, które zostały wypowiedziane przez jedną osobę w jednym miejscu, mogą zostać przytoczone w innym miejscu i czasie, a nawet przez kogoś innego. Z tego powodu występują często różnice gramatyczne między mową zależną a mową niezależną.

#### Transformacja mowy niezależnej w mowę zależną
Przy zmianie mowy niezależnej w zależną należy wykonać kilka niezbędnych operacji gramatycznych: zmienić zaimki, dostosować relacje czasowe, wreszcie zmienić formy gramatyczne czasowników i, zwłaszcza w pytaniach, szyk zdania podrzędnego. Pojawia się również zaimek względny that, który jednak (zwłaszcza w mowie potocznej) jest pomijany.

##### Zdania oznajmujące
Cytując zdanie oznajmujące, jego szyku nie zmienia się.

##### Zaimki
Zmiana podmiotu zdania podrzędnego (mówiącego) pociąga za sobą zmianę zaimka.
| Mowa niezależna                    | Mowa zależna                        |
| ---------------------------------- | ----------------------------------- |
| Billy said: I don't like the party | Billy said he didn't like the party |

W mowie niezależnej Billy powiedział I, odnosząc się do samego siebie. Przytaczający jego wypowiedź musi więc dostosować osobę do treści wypowiedzi.

##### Określenia miejsca i czasu
Zmiana czasu i sytuacji oznacza zmianę słów odnoszących się do czasu, kiedy cytowana wypowiedź miała miejsce.
| Mowa niezależna                   | Mowa zależna                              |
| --------------------------------- | ----------------------------------------- |
| Billy said: I'll be here tomorrow | Billy said he would be there the next day |

W momencie wypowiadania tych słów dla mówiącego dzień następny był jutrem. Przytoczone w mowie zależnej zdanie zostało zapewne wypowiedziane w innej sytuacji: następnego dnia, a może nawet w następnym roku. Dlatego w zdaniu podrzędnym zmieniają się zasady informowania o czasie zdarzenia; podobnie jest z miejscem, jeśli wyrażenia czasowe określane są wyrazami oznaczającymi bliskość, zmieniają się na oznaczające oddalenie.

##### Czasy gramatyczne
W mowie zależnej możliwe są następujące przypadki: podmiot zdania nadrzędnego może wypowiadać się w czasie teraźniejszym lub przyszłym, może również w przeszłym:
- She will say: I don't give a damn → Ona powie: Ja to chromolę
- She said she didn't give a damn → Powiedziała, że to chromoli.

W przypadku, gdy czas zdania nadrzędnego jest teraźniejszy (również w sensie gramatycznym), struktury czasowe zdania podrzędnego nie ulegają zmianie: He's said he will be watching the match → Właśnie powiedział, że będzie oglądał mecz.
Jeśli podmiot zdania wypowiada swą kwestię w jednym czasów przeszłych, czas zdania podrzędnego zmienia się jeden szczebel „w tył”: czasy teraźniejsze przechodzą w przeszłe, przeszłe w zaprzeszłe, przyszłe w przyszłe w przeszłości: He said: I am hungry → He said he was hungry. She said: I'll be watching cricket this afternoon → She said she would be watching cricket that afternoon.

### Zdania podrzędne
Istnieją następujące rodzaje zdań podrzędnych:
- podmiotowe (What? Who?): How that happened is not very clear → Jest niezbyt jasne, jak się to stało[111].
- orzeczeniowe (what's the subject): The thing is that we have to catch them in the act → Problem w tym, że musimy ich złapać na gorącym uczynku[112].
- dopełnieniowe (who? whom?, what? what with etc.): You wouldn't believe what happened to me in Newquay → Nie uwierzysz, co przytrafiło mi się w Newquay[113].
- przydawkowe (who? what? which?): The woman who's crossing the street is blind → Ta kobieta, która właśnie przechodzi przez ulicę, jest niewidoma[114].
- okolicznikowe (when? where? how?): We must wait till she comes → Musimy zaczekać, aż ona przyjdzie. W niektórych typach zdań okolicznikowych (np. czasu) występuje następstwo czasów[115].

#### Zdania podrzędne przydawkowe
Zdania przydawkowe dzielą się na opisowe i ograniczające. Zdania podrzędne przydawkowe (relative clauses) zawierają dodatkowe informacje o rzeczownikach w zdaniu, najczęściej występujących w charakterze podmiotu lub dopełnienia. Ze zdaniem głównym łączą się przy pomocy zaimków względnych: who, whom, whose, which, that, przysłówków when, where, why oraz bezspójnikowo.

##### Zdania ograniczające
Zdania ograniczające (restrictive clauses) są konieczne dla zrozumienia sensu całej wypowiedzi. Ich rolą jest zdefiniowanie osoby lub rzeczy, o której mówi to zdanie: The man who lives next door is a doctor. Zdanie przydawkowe ograniczające łączy się ze zdaniem głównym przy pomocy przyimków lub zaimków względnych, które, zwłaszcza w mowie potocznej, wypadają. Wybór zaimka, jak również opcja jego opuszczenia zależy od przypadku, w którym jest użyty, jak również faktu, do czego się odnosi: do osoby bądź rzeczy. Przed zdaniem przydawkowym ograniczającym nie stawia się przecinka.
- W przypadku podmiotu używa się zaimka  who dla osób, that dla rzeczy: The man who is just speaking on the TV, lives in our street → Mężczyzna, który właśnie mówi w telewizji, mieszka na naszej ulicy.
- W przypadku dopełnienia używa się zaimków that, who, which lub zgoła się je pomija: The car (that) you're going to buy, was involved in an accident → Samochód, który zamierzasz kupić, brał udział w wypadku

##### Zdania opisujące
Zdania opisujące (descriptive clauses) zawierają dodatkowe informacje, które nie są niezbędne dla zrozumienia sensu zdania głównego, gdyż osoba lub rzecz, o którą chodzi mówiącemu, jest znana bądź została zdefiniowana inaczej: Ann, who is very friendly, bought my children some toys → Ann, która jest bardzo przyjacielska, kupiła moim dzieciom kilka zabawek. Podmiot zdania jest określony z imienia, a zdanie who is very friendly jest jedynie informacją uzupełniającą, bez której zrozumienie zdania głównego byłoby możliwe. Zdania podrzędne typu opisującego oddziela się od reszty zdania przecinkiem. W zdaniach opisujących pojawiają się następujące zaimki względne:
- w przypadku podmiotu who dla osób, which dla rzeczy: My mother, who is a detective for the Somerset and Avon police, might be able to help you → Moja matka, która jest detektywem w Avon and Somerset Police, byłaby w stanie ci pomóc.
- w przypadku dopełnienia: whom dla osób, which dla rzeczy: The North Sea, which you surely know, is almost deprived of cod → Morze Północne, które na pewno znacie, jest prawie pozbawione dorszy.

### Następstwo czasów
W zdaniach okolicznikowych czasu, wprowadzanych spójnikami when, whenever, while, till, until, as, as soon as, as long as, since, by the time, nie stosuje się formy czasu przyszłego, a czasy zmienia się według następującego schematu:
- Future Simple → Present Simple: I'll stay here until I finish my work
- Future Progressive → Present Progressive
- Future Perfect → Present Perfect.

## Gramatyka odmian języka angielskiego
Odmiany geograficzne angielszczyzny dzielą się na brytyjskie i amerykańskie z podgrupami: brytyjską, amerykańską, kanadyjską, karaibską, afrykańską, wschodnioazjatycką, południowoazjatycką i australijską. Odmiany te różnią się przede wszystkim pod względem słownictwa, jednak istnieją również różnice pod względem gramatycznym. Trendy regionalne dotyczą ok. 250 przypadków w dziedzinie morfologii i składni, a wiele z nich dotyczy poszczególnych elementów, np. czasowników nieregularnych.
Według Petera Stevensa wpływ języków brytyjskiego i amerykańskiego na angielszczyznę używaną na świecie przedstawia się następująco:

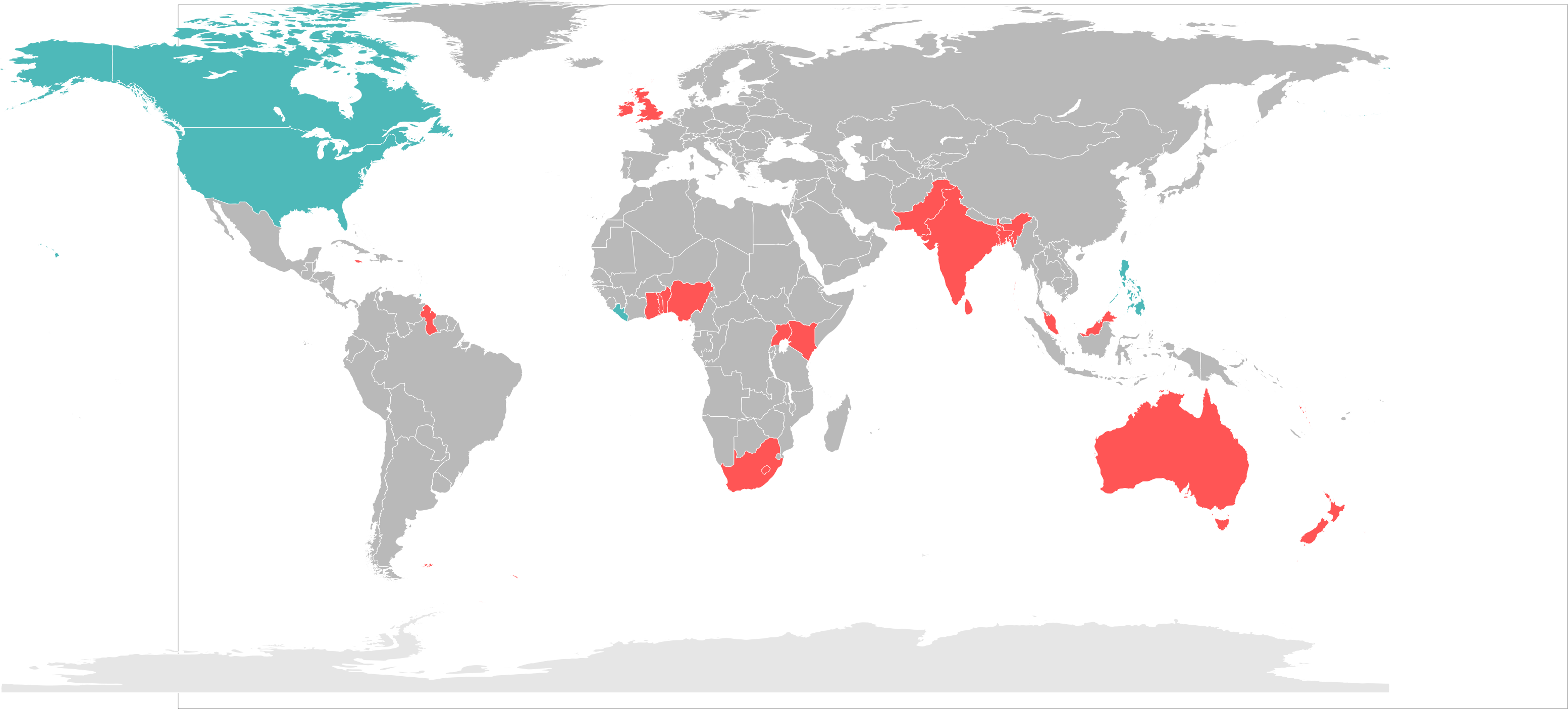

### Odmiana amerykańska
Oto najważniejsze punkty rozbieżne między brytyjską a amerykańską gramatyką:

#### Czasowniki

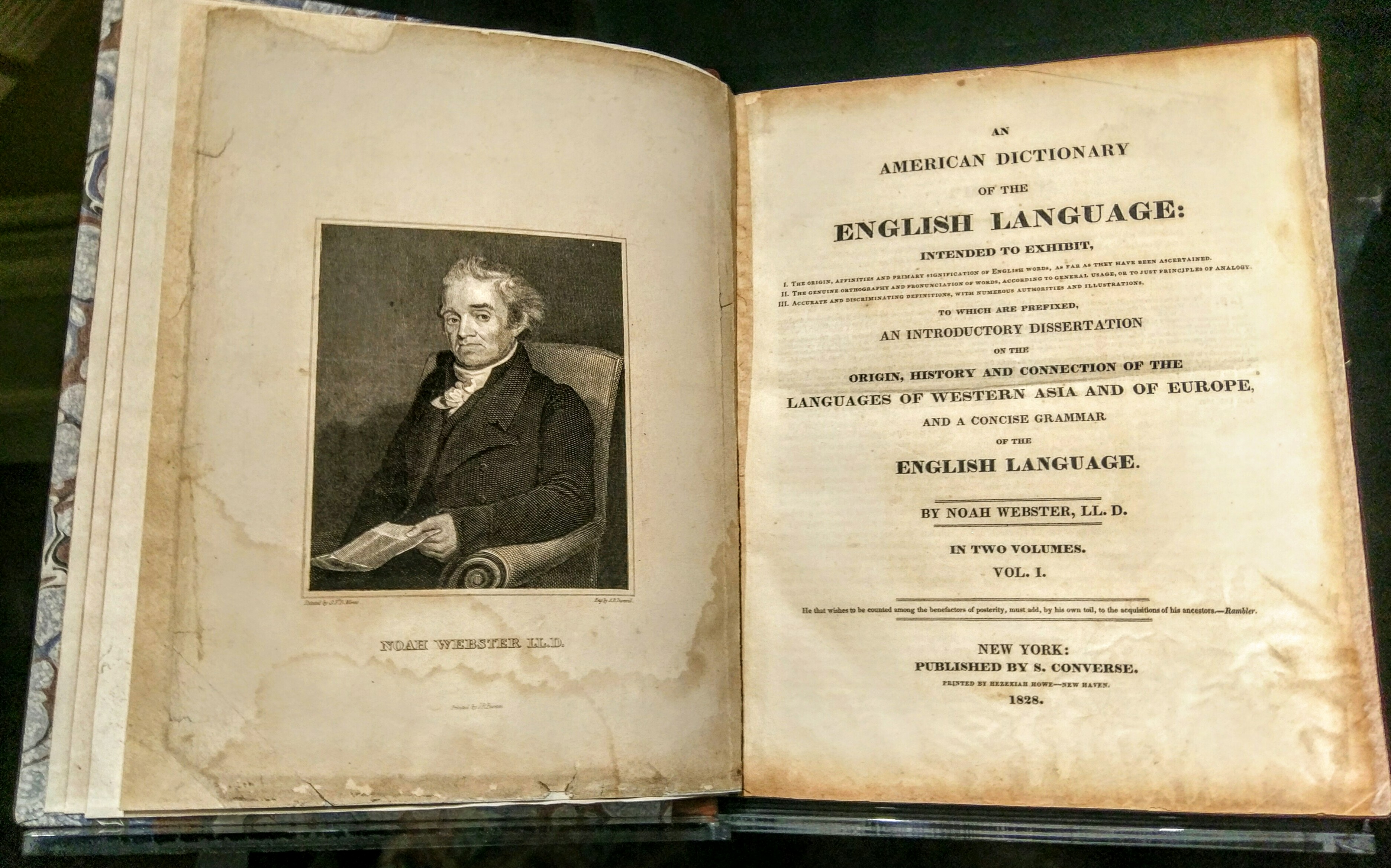
Pierwsze wydanie amerykańskiego słownika Webstera

- W języku amerykańskim przeważa have nad have got. Na pytanie Do you have time? możliwa odpowiedź brzmi Yes I do albo Yes, I have (odpowiednio odpowiedzi przeczące).
- Niektóre formy czasu przeszłego nie są używane w brytyjskiej angielszczyźnie, np. dove (czas przeszły od dive), preferowane są formy regularne, np. imiesłów burned zamiast burnt. Najbardziej rozpoznawalną formą będącą w użyciu tylko w amerykańskiej angielszczyźnie jest gotten (imiesłów bierny czasu przeszłego czasownika get).
- Czas Past Simple przeważa nad czasem Present Perfect, np. I just ate zamiast brytyjskiego I've just eaten.
- Czasownik modalny shall ustępuje will.
- Występują różnice w szyku frazy nominalnej, np. Hudson River w miejsce River Hudson, a half hour zamiast half an hour.
- W języku amerykańskim częstsze są formy trybu łączącego, np. I asked that she go w miejsce brytyjskiej konstrukcji bezokolicznikowej I asked her to go → Poprosiłem, by poszła; w częstszym użyciu jest were w formach trybu warunkowego.

#### Fraza nominalna
- Różnice dotyczą również użycia przedimków: amerykańskie formy to in the hospital, in the future, podczas standard brytyjski zaleca opuszczenie przedimka: in future, in hospital.
- W angielszczyźnie amerykańskiej nazwy zbiorowości występują częściej w liczbie pojedynczej, np. the government is, podczas gdy w przypadku poszczególnych członków rządu Brytyjczyk powiedziałby raczej the government are.
- Istnieje kilka różnic w użyciu przyimków i przysłówków: amerykańskie wyrażenia to np. I'll go momentarily (brytyjskie: in a moment), real good (really good), backward (backwards), It is twenty of four (It's twenty to four), It's five after eight (It's five past eight), I'll see you over the weekend (I'll see you at the weekend), Monday through Friday (Monday to Friday inclusive) itp.

### Odmiana irlandzka
Istnieje kilka istotnych różnic między angielszczyzną brytyjską a irlandzką. Różnice dotyczą przede wszystkim frazy werbalnej. Oto najczęściej spotykane różnice:
- Częściej używa się formy postępującej, np. Who is this car belonging to? w miejsce Who does the car belong to?
- Czas Past Simple zastępuje często Present Perfect, np. She's dead these ten years zamiast She's been dead for ten years.
- Jedną z najistotniejszych cech gramatycznych irlandzkiej odmiany języka angielskiego jest użycie przyimka after dla zaznaczenia dokonaności: They are after leaving (standard brytyjski to: They have just left)
- Czasownik do pojawia się obok czasownika be: It does be colder at nights, często forma be zastępuje inne formy tego czasownika, a w trzeciej osobie pojawia się -s: She bees walking. W niektórych dialektach możliwe są aż trzy formy: She is tired, She be tired i She bees tired. Zamiast aren't występuje amn't.
- Jeśli czasownik oznacza ruch, czasownik modalny has zastępowany jest przez is, podobnie jak w niemieckim czy francuskim: He is gone up zamiast He has gone up.
- Tryb rozkazujący drugiej osoby liczby pojedynczej tworzy się z let: let you stay for a while w miejsce Stay for a while.
- Częściej występuje przedimek określony the, np. the wife zamiast my wife.
- Przysłówek till często zastępuje to albo until: It's a quarter till two; zamiast to często mówi się ti: I went ti milk the cow.

### Odmiana walijska
Różnice gramatyczne między językiem używanym w Walii nie są aż tak duże jak w przypadku wymowy czy słownictwa, niemniej jednak kilka jest zauważalnych:
- Pytanie typu question tag isn't it? używane jest po wszystkich zaimkach: You are leaving, isn't it? Często zamiast question tag pojawia się yes, jako forma pytania o zgodę.
- Aby wyrazić emfazę, Walijczycy przesuwają orzeczenie na koniec zdania: Running on Friday, he is, Fed up I am.
- Pojawiają się słowa zapożyczone z języka walijskiego: Duw (God), del (dear jako drogi, kochany), nain i taid (grandma, grandpa).

### Odmiana jamajska
Gramatyka jamajskiej odmiany języka angielskiego (kontinuum kreolskie) jest zbliżona do brytyjskiej a dość wydatne różnice w żaden sposób nie utrudniają wzajemnego zrozumienia. Niemniej jednak istnieje kilka bardzo znaczących różnic:

#### Czasowniki
- Nie istnieje zgodność podmiotu z orzeczeniem odnośnie do liczby: She sing in de choir.
- Czasownik be nie występuje jako posiłkowy: Den ready, She a nice person.
- Częste są frazy werbalne złożone z kilku czasowników: Take it go, He talk say you stupid→ Mówi, że jesteś głupi. Dem go try get it.
- Czasownik może w sytuacjach emfatycznych wystąpić na początku zdania: A talk Mary talk make she trouble (Mary talks too much and that makes trouble for her.
- Nie używa się strony biernej: De grass cut (The grass has been cut), Dis record play a lot (this record is played a lot).
- W czasie przeszłym używa się pierwszej formy czasownika: Mary go last week.
- Zamiast czasów progressive używa się cząstek a, da, di: David a go odpowiada brytyjskiemu David is going, She da work now (She is working now)
- Zakończoną czynność wyraża czasownik done: I just done tell them, We be done washed all dose car soon.
- Czasownik zaprzecza się przez no: They no want it now. Dla emfazy używa się podwójnego zaprzeczenia: Ain't nobody found no money in no box.
- Operatora do nie używa się w pytaniach: How they get that?, Why you hit him?

#### Fraza nominalna
- Przymiotniki występują często w funkcji przysłówków: I like it good. Nie używa się przysłówków zakończonych na -ly.
- Nie używa się -s dla oznaczenia liczby mnogiej: two book, dem creature, dla zaznaczenia liczby mnogiej może być użyty przedimek: The rabit dem eat it all (the rabbits eat it all),
- Nie występuje dopełniacz saksoński (-s) a dodaje się cząstkę fi: De coat a fi me (the coat is mine)
- Nie używa się zaimków w funkcji dopełnienia, ponadto zaimki nie wpływają na formy czasownika: Carry that book to she teacher, She see he come.
- Niektóre zaimki mają formy alternatywne, np. a i mi dla I, yu  i unu dla you w liczbie mnogiej, wreszcie de, dem dla they.

### Odmiana australijska
Gramatyka australijska nie notuje specyficznych form, właściwych wyłącznie dla tej odmiany języka, aczkolwiek znaleziono pojedyncze wpływy irlandzkie, jako że 30 proc. populacji w 1890 r. było pochodzenia irlandzkiego. Formy te występują przeważnie w języku mówionym. You mustn't używa się w znaczeniu you can't, a także zakończenie słów na -o(h), np. smoko w znaczeniu break. Znacznie większe różnice istnieją w słownictwie, a zwłaszcza w idiomatyce. Różnice gramatyczne nie pojawiają się również w odmianie nowozelandzkiej.

### Odmiana południowoafrykańska
Najważniejszą cechą różniącą gramatykę południowoafrykańską od brytyjskiej jest składnia. Najważniejsze cechy to:
- reduplikacja (podwojenie): fast fast w znaczeniu very fast, different different (many and different), who who oznaczające liczbę mnogą zaimka pytającego who.
- Retoryczne użycie zaimków pytających: Where he'll do it w znaczeniu He certainly will not do it, What must I go? (Why should I go?)
- Nieużywanie operatora did w czasie przeszłym: When you bought w znaczeniu When did you buy?
- Jedno pytanie typu question tag dla wszystkich osób: He came there, isn't? zamiast: He came there, didn't he?
- Czasowniki często znajdują się na końcu, bez wydźwięku emfatycznego: Customer you got, So rude you are.
- Swoista struktura zdań podrzędnych: I bought the things, which ones you told me.
- Używanie postpozycji zamiast przyimków: Durban side (near Durban), Morning time it gets hot.

### Odmiana indyjska
Gramatyka tej odmiany, używanej w Indiach, Pakistanie, Bangladeszu, różni się od gramatyki brytyjskiej, choć wiele zmian ma charakter lokalny. Lokalne warianty gramatyczne uważane są za niepoprawne przez tych użytkowników, którzy używają standardu brytyjskiego. Najważniejsze odstępstwa od gramatyki brytyjskiej to:
- Czas Progressive w przypadku czasowników statycznych, gdzie w innych odmianach aspekt kroczący nie występuje: I am understanding, She is knowing the answer.
- Zmiany w liczbie, zwłaszcza w utartych zwrotach: She is pulling your legs; w wersji brytyjskiej idiom ten brzmi She's pulling your leg.
- Tworzenie question tags przy pomocy uniwersalnego isn't it? albo partykuły no?: He is here, no?
- W odpowiedzi na pytanie ogólne Yes i no muszą się zgadzać z formą pytania, nie z treścią: You didn't come on the bus? Yes, I didn't.
- Odmienny szyk: Who you have come for?

## Pozaewolucyjne zmiany w gramatyce angielskiej
Język angielski jest dla milionów ludzi narzędziem, który służy im do komunikacji ze światem. Język może powodować problemy, może wymagać rozszerzenia, a przede wszystkim człowiek musi się odnaleźć w gramatycznej rzeczywistości języka. Stąd język zmienia ludzi, ale również ludzie – w sposób inny niż naturalna ewolucja – próbują dostosować gramatykę do swoich potrzeb. Próby zmiany gramatyki występują u dzieci, mogą być motywowane chęcią wyrażenia uczuć, zwłaszcza w poezji, wreszcie mogą być elementem walki i próby zmieniania relacji społecznych.

### Przyswajanie gramatyki angielskiej przez dziecko
Pierwszym etapem mowy u dziecka są pojedyncze wyrazy, często mające znaczenie całych wypowiedzi: Gone, Teddy, Hi. Około 60 proc. słów dotyczy nazw rzeczy, 20 proc. oznacza czynności. Pierwsze elementy gramatyki, które pojawiają się w mowie dziecka, służą do budowy prostych, najczęściej dwuwyrazowych fraz typu podmiot + orzeczenie: Cat jumps, lub też orzeczenie + dopełnienie: Shut door. Pod koniec tego stadium (18 miesięcy – 2 lata) dziecko ma już opanowane podstawy angielskiego szyku. Następnym elementem jest wypełnianie prostych wzorów zdaniowych, przy dodaniu kilku elementów do struktury zdania; dziecko potrafi już rozwinąć proste Daddy got car do Daddy put the car into the garage. Do trzeciego roku życia dziecko potrafi układać pytania typu: Where daddy put his car? Okres ten charakteryzuje się przyrostem długości zdań, dziecko potrafi już składać zdania w proste opowiadania. Pojawiają się pierwsze wyrazy łączące pojedyncze zdania: and, 'cos, so, then, when, if and before. Opanowanie spójników zajmuje dziecku około pół roku.
W wieku 4 lat dziecko próbuje uporządkować sobie gramatykę. O ile dziecko o rok młodsze mogłoby jeszcze powiedzieć Him gived the cheese to the mouses, dziecko w wieku 4 i pół roku powie poprawnie: He gave the cheese to the mice. W tym wieku dziecko opanowuje czasowniki nieregularne i nieregularną liczbę mnogą rzeczowników. W wieku 5 lat dziecko ma już przyswojone zasady gramatyczne swojej rodzimej odmiany języka.

### Gramatyka stylu literackiego
Jeśli twórcy chcą zachować spójność i zrozumiałość swych utworów, muszą przestrzegać ścisłych granic wolności twórczej w zakresie gramatyki, jakie wyznacza im język angielski. Odstępstwa gramatyczne mogą w dużym stopniu utrudnić zrozumiałość utworu, zwłaszcza w poezji. Odstępstwa od norm gramatycznych występują głównie z powodu dążenia do utrzymania metrum i rymów; poeci dodają na przykład do w miejscu, w którym nie jest potrzebna emfaza, jak np. w wierszu Williama Wordswortha Lucy:  to her cottage bent my way (...) This child I to myself will take (...) A slumber did my spirit seal. Niekiedy odejście od obowiązujących zasad służy archaizacji tekstu, autor używa archaicznych form morfologicznych, np. hast, thou, sayest. Odstępstwo od norm gramatycznych często skutkuje efektem otrzymania wiersza niekompetentnego i nieudolnego językowo, szczególnie gdy łamie się szyk skostniałych wyrażeń i idiomów.

### Gramatyka angielska a seksizm
Niektóre z najważniejszych zmian zachodzących w języku angielskim od lat 60. XX wieku powstały jako konsekwencja innego spojrzenia na społeczeństwo i jego problemy, np. seksizm. Istnieje zwiększona świadomość językowa w tym zakresie, która nie istniała w takim natężeniu jeszcze w poprzedniej generacji. Krytyka skupiała się przede wszystkim na nierównościach występujących w słownictwie i gramatyce, które faworyzowały mężczyzn; panowała opinia, że język ugruntował niską pozycję kobiety w społeczeństwie. Zmiany dotknęły wszystkich języków europejskich, ale najbardziej języka angielskiego, co spowodowane zostało dużym wpływem na zmiany amerykańskich środowisk feministycznych.
Zmiany dotyczą zarówno słownictwa, jak i gramatyki. Zauważalny jest przede wszystkim brak w pełni akceptowanego, neutralnego pod względem płci, zaimka w trzeciej osobie liczby pojedynczej. Staje się to problemem w przypadku rzeczowników dotyczących obu płci, np. student, czy też zaimków nieokreślonych, np. somebody. W takim kontekście używa się niekiedy zaimka he, na przykład w zdaniu: If a student loses his key, he should report the loss to the administration. Wszystkie zaproponowane w tym względzie rozwiązania spotkały się z krytyką.
Jednym z proponowanych rozwiązań jest jednoczesne użycie dwóch zaimków: he or she; taki zapis uchodzi jednak za niezręczny stylistycznie. Co prawda w piśmie można z powodzeniem zastosować formę (s)he, ale analogiczny zapis nie jest możliwy w przypadku zaimków his oraz him.
W języku mówionym powszechnie używa się w tej funkcji zaimka they (co występuje w języku przynajmniej od XIV wieku i jest przeważnie uznawane za część standardowej angielszczyzny); w XVIII wieku niektórzy puryści gramatyczni zaczęli jednak krytykować takie użycie jako niepoprawne. Dlatego też wielu użytkowników angielszczyzny wybiera sformułowania w liczbie mnogiej: If students lose their key. Padło wiele propozycji trzeciego zaimka, niezależnego od płci, niektórych używano w mikrospołecznościach i powieściach. Były to m.in. co (cos, coself), E (w dopełnieniu ir), et (etself), hesh, heesh, hir, hirm, hizer, jhe, mon, na, ne, person (w skrócie per), po, tey, thon (thons, thonself), xe.

## Historia gramatyki języka angielskiego
Gramatyka angielska zaczęła kształtować się, wraz z resztą języka, w średniowieczu. W jej najstarszej postaci przeważały formy fleksyjne, a szyk zdania był bardziej dowolny. Następne wieki przyniosły zanik deklinacji; jedynym przypadkiem, który zachował się w szczątkowej formie, jest dopełniacz. Próby skodyfikowania zasad gramatycznych języka rozpoczęły się w XVIII w.

### Gramatyka języka staroangielskiego

Pismo runiczne, którego używano do zapisu języka staroangielskiego, zanim zaczęto używać pisma łacińskiego

W stosunku do dzisiejszego angielskiego istniały pewne odmienności szyku, choć pewne zasady są podobne do dzisiejszych, np. przymiotniki w funkcji przydawki przed rzeczownikami, miejsce przedimków. Główną różnicą składniową było miejsce orzeczenia, które często znajdowało się albo przed rzeczownikiem, albo na końcu zdania. Jak wiele języków germańskich, język staroangielski był językiem fleksyjnym. Forma -ing brzmiała -end. W powszechnym użyciu był tryb łączący, miał jednak o wiele mniej końcówek niż tryb oznajmujący. Końcówka bezokolicznika brzmiała -ian.
Przykładowa odmiana czasownika lufian → to love w czasie teraźniejszym i przeszłym (w nawiasach forma w czasie przeszłym; po prawej stronie strzałki współczesne odpowiedniki):
- ic lufie (lufode) → I love (loved)
- þū lufast (lufodest) → you love (loved)
- hē/hēo/hit lufað (lufode) → he/she/it loves (loved)
- wē, gē, hī lufiað (lufodon) → we/you/they love (loved)

### Gramatyka języka średnioangielskiego

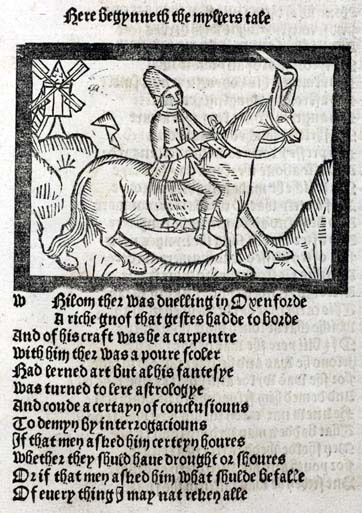
Strona ze zbioru opowiadań Chaucera Opowieści Kanterberyjskie

Stopniowo zaniknął system fleksyjny, w różnym czasie na różnych obszarach. W miejsce fleksji weszły sztywne zasady szyku i wtedy właśnie wykształcił się szyk SVO istniejący aż do dziś. Jedynym przypadkiem, który przetrwał do końca średniowiecza, był dopełniacz 's. Niektóre zaimki utrzymały swoje formy w bierniku: him, her, us, etc. Nie zmieniły się znacząco końcówki odmian czasowników. To zaczyna być używane do oznaczania bezokolicznika, zaczął się również wykształcać system pojedynczego zaprzeczenia bezokolicznika w miejscu podwójnej negacji. Przykładowa odmiana czasownika turnen → to turn w czasie teraźniejszym i przeszłym (w nawiasach forma w czasie przeszłym; po prawej stronie strzałki współczesne odpowiedniki):
- I turne (turnede) → I turn (turned)
- thou turnest (turnedest) → you turn (turned)
- he/she/it turneth (turnede) → he/she/it turns (turned)
- we/you/they turnen (turneden) → we/you/they turn (turned)

Pod koniec tego okresu język angielski przeszedł zjawisko zwane wielką przesuwką samogłoskową (great vowel shift), która ukształtowała obecny system fonologiczny i fonetyczny języka. Długie samogłoski zmieniły się w dyftongi: ī → /aɪ/, ū → /aʊ/ ã → /eɪ/ lub cofnęły się o jeden poziom: e → /i:/, /ō/ → /u:/. Krótkie samogłoski w większości pozostały nienaruszone, choć /a/ przekształciło się w /æ/, a szwa w wielu przypadkach zanikło.

### Gramatyka wczesnego języka nowoangielskiego

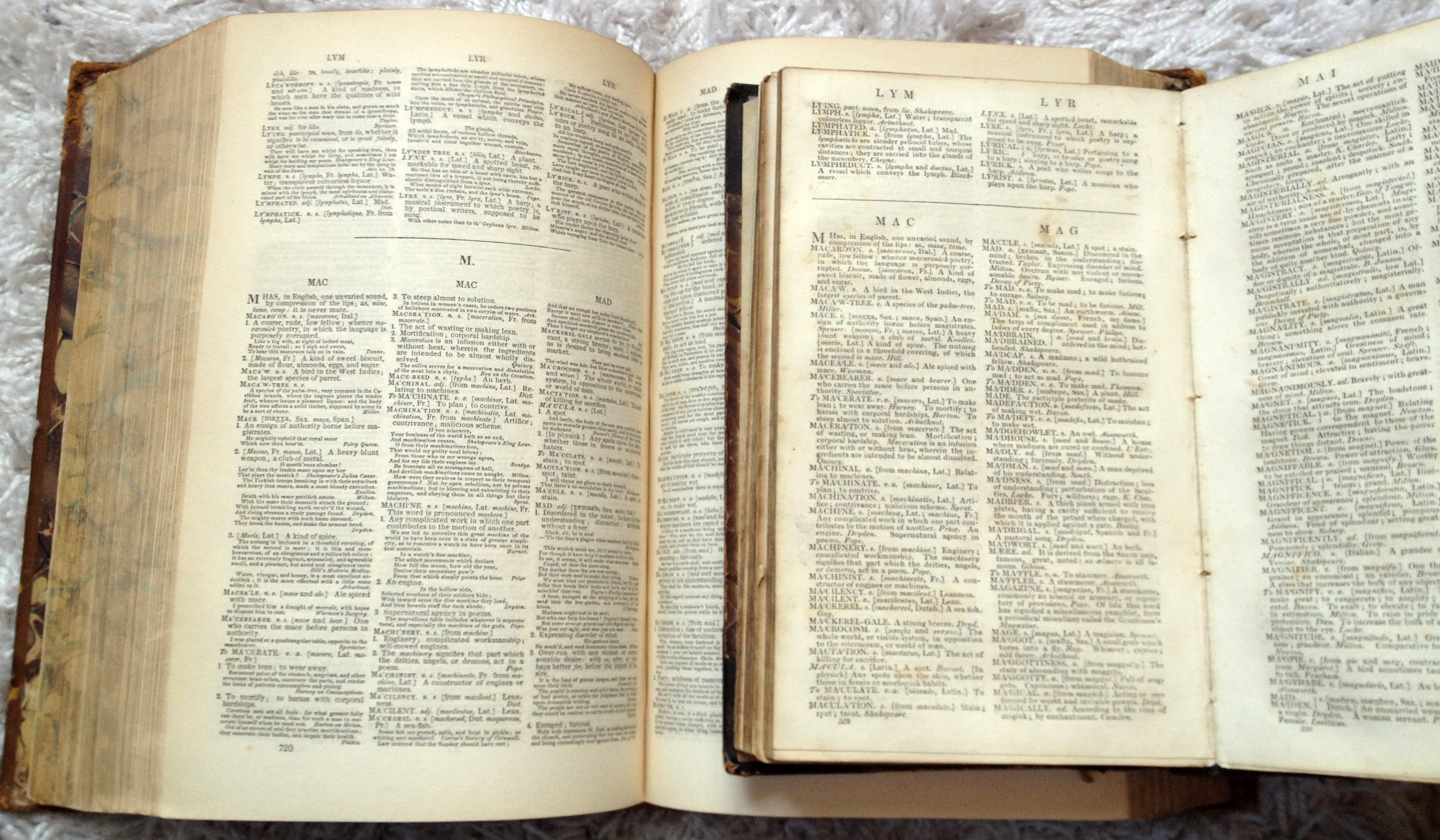
Słownik Johnsona A Dictionary of the English Language

W okresie renesansu dokonały się najważniejsze zmiany językowe, których efekty trwają do dziś. Jedyną regularną końcówką liczby mnogiej i dopełniacza było -s. Nieregularności w liczbie mnogiej istniejące w tym okresie istnieją do chwili obecnej. Użycie apostrofa w dopełniaczu ustabilizowało się w XVII wieku. Przymiotniki mogły być stopniowane zarówno opisowo, jak i przez końcówki -er, -est. Użycie zaimka thou zostało ograniczone do sytuacji afektowanych zarówno w sensie pozytywnym, jak i negatywnym; użycie formy thee zostało ograniczone do poezji. Zaimek względny which po r. 1611 pojawiał się wyłącznie w odniesieniu do rzeczy. W odmianie czasowników końcówka II osoby liczby pojedynczej -est straciła na znaczeniu. W III osobie liczby pojedynczej końcówka -eth została wyparta przez -(e)s. Kilka czasowników, które obecnie występują w formie słabej, występowało w formie mocnej: creep, crope, cropen, help, holp, holpen. Zanikły formy czasownika be beest, I be. Zanikało podwójne przeczenie.

### Współczesny angielski
Druga połowa XVIII w. zmieniła stosunek do gramatyki angielskiej, rozkwitło piśmiennictwo gramatyczne: tylko w okresie 1750-1800 powstało ponad 200 prac dotyczących gramatyki angielskiej. Najważniejsze okazały się prace biskupa Roberta Lowtha Short Introduction to English Grammar (1762) i Lindleya Murraya English Grammar (1794). Oba podręczniki miały ogromny wpływ na nauczanie języka angielskiego, szczególnie w szkołach amerykańskich. Oba dzieła zapoczątkowały ideę „gramatyki tradycyjnej”, która przetrwała do XX wieku. Taka liczba różnych podręczników i ogólne nastawienie do zagadnień gramatycznych wywołały dyskusje, czy gramatyka powinna opisywać faktycznie używany język (ujęcie deskryptywne), czy dostarczać zaleceń i normować użycie języka (ujęcie preskryptywne/normatywne).

## Fonologia języka angielskiego
System dźwiękowy języka angielskiego składa się z samogłosek i spółgłosek. Choć angielski alfabet jest złożony z 26 liter, w mowie używa się ok. 44 dźwięków: samogłosek, spółgłosek i dyftongów.

### Samogłoski

Samogłoski angielskie na diagramie Jonesa

Dyftongi angielskie na diagramie Jonesa

Trudno jest ustalić dokładną liczbę samogłosek angielskich; różne analizy wykazały różną ich liczbę. Mnogość dialektów i różnice metodologiczne spowodowały, że wyniki znacznie się różnią . Ogólnie przyjmuje się, że na angielski system fonetyczny składa się 12 samogłosek i 8 dyftongów. W języku angielskim występuje zjawisko iloczasu, tzn. samogłoski dzielą się na długie i krótkie.
Na długość samogłoski w wyrazie wpływają naturalna długość samogłoski oraz jej kontekst: najdłuższe są samogłoski naturalnie długie przed spółgłoską dźwięczną, a najkrótsze – samogłoski krótkie przed spółgłoską bezdźwięczną, również jeśli poprzedza ją /l/, /m/ lub /n/. Ogólnie można zatem wyróżnić 4 różne długości. Przykładowo samogłoskę wypowiada się dłużej w wyrazie mead /miːd/ niż w meat /miːt/, lid /lɪd/ niż lit /lɪt/, killed /kɪld/ niż kilt /kɪlt/, mimo że w parach takich wyrazów w zapisie fonetycznym samogłoski używa się tego samego symbolu. Rozróżnienie to w jest istotne ze względu na fakt, że często spółgłoski na końcu wyrazów wymawia się słabo, dźwięczność spółgłoski może być słabo zaznaczona i jedyną wskazówką, o jaki wyraz chodzi, staje się długość samogłoski.
Angielskie samogłoski w wymowie Received Pronunciation opisuje następująca tabela:
|             | Przednie | Przednie | Centralne | Centralne | Tylne   | Tylne |
| długie      | krótkie  | długie   | krótkie   | długie    | krótkie |       |
| ----------- | -------- | -------- | --------- | --------- | ------- | ----- |
| Przymknięte | iː       | ɪ        |           |           | uː      | ʊ     |
| Średnie     |          | e        | ɜː        | ə         | ɔː      |       |
| Otwarte     |          | æ        |           | ʌ         | ɑː      | ɒ     |

### Dyftongi
W języku angielskim występują również dwugłoski zwane dyftongami. Dzielą się na dwie grupy: dyftongi zamykające, tzn. dążące od samogłoski bardziej otwartej do samogłoski bardziej przymkniętej, oraz dyftongi centrujące (dośrodkowe), w których drugą samogłoską jest szwa.
System angielskich dyftongów:
| Dwugłoski    | Zamykające | Zamykające |       | Centrujące |
| Dwugłoski    | do /ɪ/     | do /ʊ/     |       | Centrujące |
| Od wysokiego |            |            | ɪə ʊə |            |
| od średniego | eɪ ɔɪ      | əʊ         | eə    |            |
| od niskiego  | aɪ         | aʊ         |       |            |

### Spółgłoski
Angielski system spółgłoskowy jest bliższy polskiemu niż samogłoskowy, choć istnieją spółgłoski charakterystyczne dla tego języka oraz zbliżone, różniące się miejscem artykulacji w porównaniu np. z polskimi: /d/, /t/ i /n/ jest wymawiane z językiem przyciśniętym do wału dziąsłowego, a nie zębów. Spółgłoski dźwięczne w zapisie są dźwięczne w wymowie, a ubezdźwięcznienie powoduje zmianę znaczenia wyrazu (para minimalna), np. /let/ – /led/.
|                     | dwuwargowe | wargowo- zębowe | międzyzębowe | dziąsłowe | zadziąsłowe | podniebienne | miękkopodniebienne | krtaniowe |
| ------------------- | ---------- | --------------- | ------------ | --------- | ----------- | ------------ | ------------------ | --------- |
| zwarte              | p b        |                 |              | t d       |             |              | k ɡ                |           |
| nosowe              | m          |                 |              | n         |             |              | ŋ                  |           |
| szczelinowe         |            | f v             | θ ð          | s z       | ʃ ʒ         |              |                    | h         |
| zwarto- szczelinowe |            |                 |              |           | tʃ dʒ       |              |                    |           |
| półotwarte          |            |                 |              | ɹ         |             | j            | w                  |           |
| boczne              |            |                 |              | l         |             |              |                    |           |

W języku angielskim nie wszystkie wyrazy wymawia się z jednakowym naciskiem, co więcej wiele wyrazów brzmi w różny sposób w różnym kontekście w zdaniu. Istnieją tzw. formy słabe, które pojawiają się w nieakcentowanych pozycjach. Osłabieniu ulegają zwłaszcza czasowniki modalne, zaimki, przyimki. Inna jest np. wymowa Yes, I could /jes aɪ 'kʊd/ i I could go there /aɪ kəd 'gəʊ ðeə/. Obecność form słabych jest powszechna w mowie codziennej; w języku mediów czy w oficjalnych przemówieniach używa się mniej takich form, co bywa postrzegane przez rodzimych użytkowników języka jako nienaturalne, sztuczne.

### Akcent
Akcent i intonacja to ważne cechy prozodyczne języka angielskiego. Akcent wyrazowy jest niejednolity, ponadto ma funkcję dystrybucyjną; to produce /tə prəˈdjuːs/ akcentowane na ostatnią sylabę oznacza produkować, podczas gdy some produce /sʌm ˈprɒdjuːs/ to produkty rolne (owoce i warzywa).
Akcent zdaniowy może przypadać na dowolną część zdania, którą mówiący chce podkreślić. Każda z poniższych wypowiedzi ma nieco inne znaczenie:
- I don't want to go to Blackpool with the Jacksons.
- I don't want to go to Blackpool with the Jacksons.
- I don't want to go to Blackpool with the Jacksons.
- I don't want to go to Blackpool with the Jacksons.
- I don't want to go to Blackpool with the Jacksons.
- I don't want to go to Blackpool with the Jacksons.

### Intonacja
Intonacja języka angielskiego jest bogata w melodie i przy jej pomocy można wyrazić nieraz więcej niż przez treść samych wyrazów. Badacz angielskiej fonetyki Wiktor Jassem ujął to następująco: Anglicy nie należą na ogół do ludzi wielosłownych. Fakt ten w pewnej mierze znajduje odbicie w tym, że zamiast szerszego objaśnienia Anglik wyraża często pewną myśl, nadając stosunkowo krótkiej wypowiedzi odpowiednią intonację. I tak wypowiedź:
może znaczyć odpowiednio:
1. Daj mi to! – zwykła prośba.

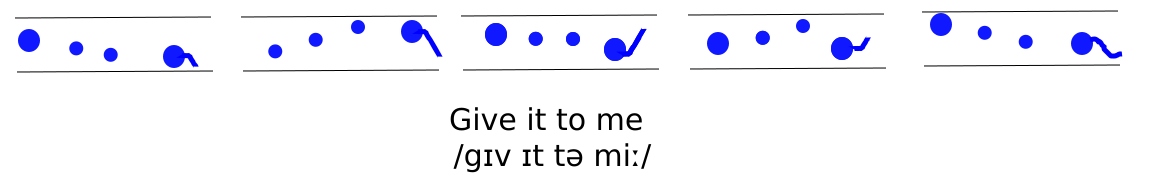

2. Więc daj to mnie. – gdy rozmówca ma dylemat, komu wręczyć daną rzecz.
3. Daj to, proszę cię. – jest to bardziej prośba, niż rozkaz.
4. Takiej intonacji używa się najczęściej, mówiąc do dzieci: No daj dzidzi, daj.
5. To zdanie wyraża groźbę lub ostrzeżenie: Daj to lepiej mnie, bo jak nie, to...[153]

Intonacja zdań oznajmujących jest opadająca. Nieco inaczej jest w pytaniach. Intonacja wznosząca, charakterystyczna np. dla języka polskiego, jest możliwa tylko w pytaniach o rozstrzygnięcie (Yes/No questions). W przypadku pytań o uzupełnienie, zwanych również szczegółowymi lub Wh-questions, intonacja opada:

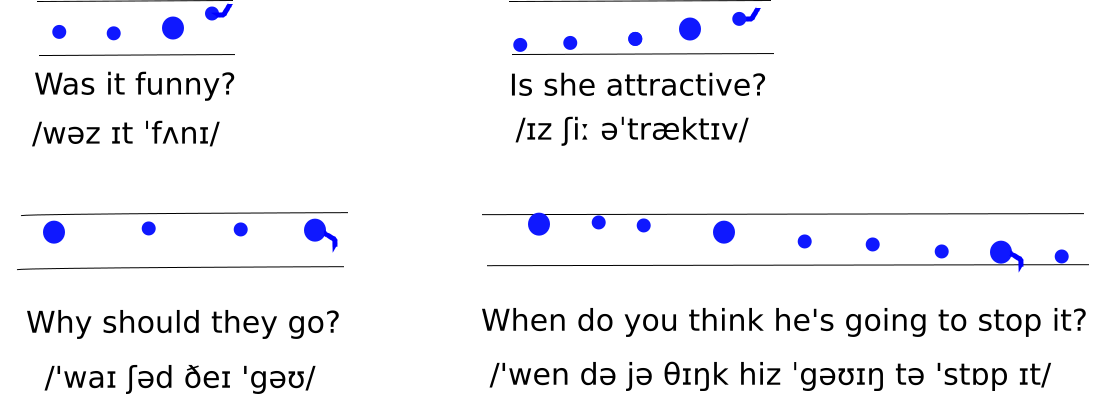

### Różnice między wymową brytyjską i amerykańską

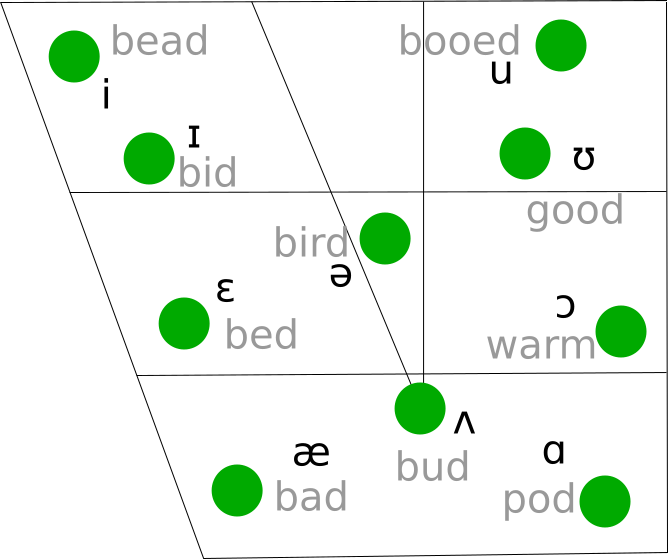
Samogłoski amerykańskiego angielskiego

Brytyjska i amerykańska odmiana języka angielskiego są najszerzej rozpoznawanymi. Każda z nich ma swój standard wymowy, dla odmiany brytyjskiej jest to Received Pronunciation, dla amerykańskiej – jest to General American. Różnią się one pod wieloma względami: intonacji, rytmu, artykulacji. W niektórych krajach, zwłaszcza w Wielkiej Brytanii, akcent i intonacja może świadczyć o przynależności do konkretnej klasy społecznej.
Akcenty regionalne bądź lokalne często nie są rozróżniane przez osoby posługujące się inną geograficzno-etniczną odmianą języka angielskiego